# Locus Felicis
Locus Felicis ist der Name einer römischen Siedlung und eines Straßenkastells auf dem Gebiet des heutigen Österreich, im Bundesland Niederösterreich, Bezirk Amstetten, Gemeinde Mauer-Öhling. Es zählt zu den bedeutendsten antiken Fundstätten in Österreich und ist vor allem durch seine massiven spätantiken Befestigungsanlagen und den Fund des Inventars eines Jupiter-Dolichenus-Tempels überregional bekannt geworden. Die befestigte Siedlung diente vermutlich als Straßenwachtposten, eventuell auch als Nachschubdepot für die Limesgarnisonen und war bis in das frühe Mittelalter durchgehend besiedelt. Sichtbare Überreste sind heute keine mehr vorhanden. Nach neueren Forschungen von Hannsjörg Ubl ist jedoch eine Gleichsetzung von Locus Felicis mit dem Auxiliarkastell in Wallsee wahrscheinlicher.

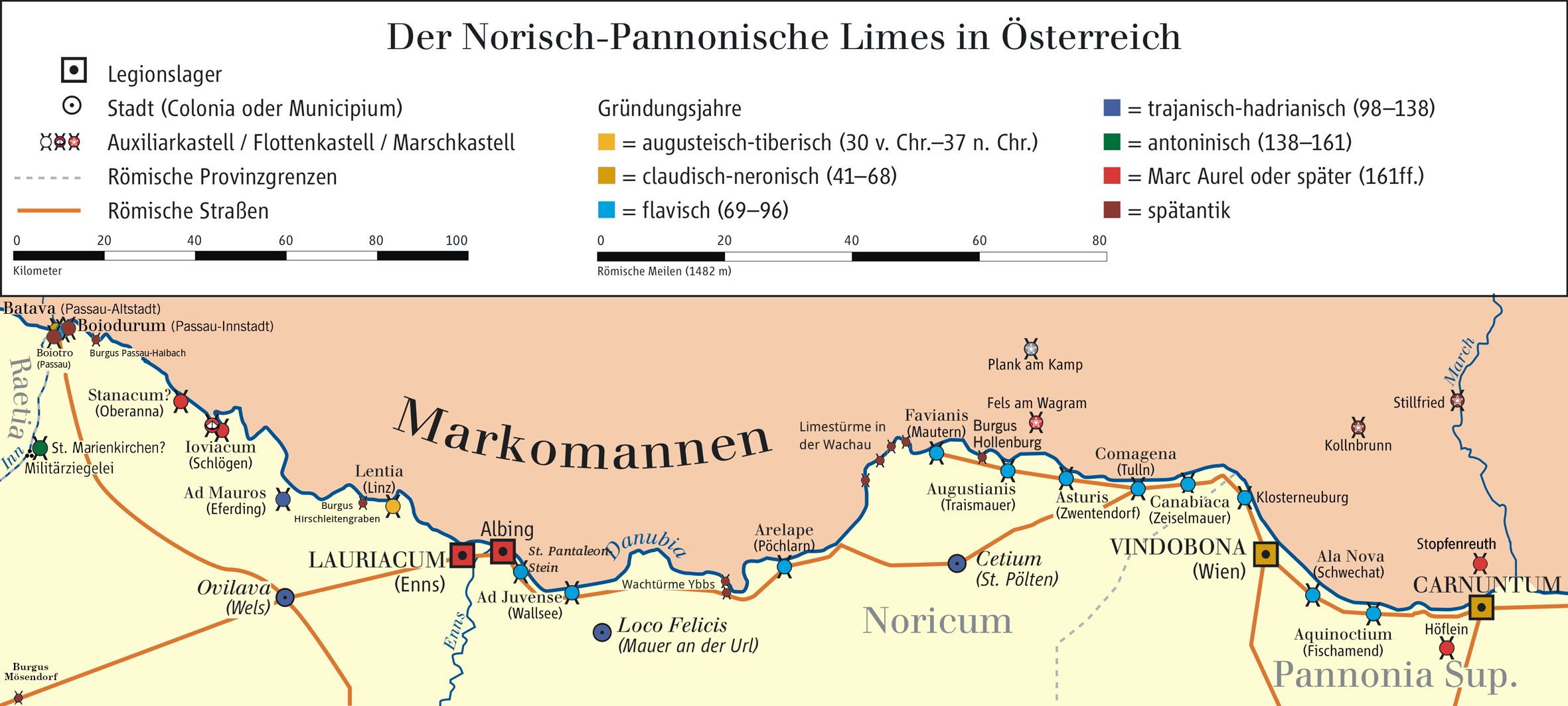
Limes Noricus

Kupferstich vom Grundriss des – irrtümlich als Ad Mauros – bezeichneten Kastells von Mauer an der Url, nach Josef Schaukegel, 1797

Grabungsplan von 1906 bis 1910 nach Max Nistler

## Name
Aufgrund der ersten urkundlichen Erwähnung des Ortes in einer Schenkungsurkunde Konrads II. aus dem Jahr 1034, in dem von einem königlichen Freihof an der Url die Rede ist, wurde der Platz in der älteren Forschung zunächst mit dem Kastell Ad Mauros gleichgesetzt. Im Jahr 1111 wird ein Besitzanspruch, „ad Mure“ des Stiftes St. Florian urkundlich bestätigt. In der älteren Forschung wurde der Ort noch als Mauer an der Url bezeichnet, heute ist offiziell der Ortsname Mauer bei Amstetten gebräuchlich. Stefan Groh versuchte in einem 2017 publizierten Aufsatz den Namen des Kastells in Mauer an der Url mit Adiuvense gleichzusetzen und lieferte auf neuesten Forschungen (Georadar, Geomagnetik) basierende stichhaltige Argumente auch hinsichtlich der Baugeschichte des Kastells. Die früher bevorzugt vorgenommene Gleichsetzung von Adiuvense mit Wallsee ist hinfällig geworden, Mauer an der Url kann aber auch nicht das in der Notitia dignitatum genannte Kastell sein, da die Stationierung einer Marineeinheit dort keinen Sinn ergab. Wahrscheinlich ist die Stadt Ybbs/Donau an der Mündung des gleichnamigen Flusses in die Donau dafür der bessere Kandidat.

## Lage
Die Topografie unterscheidet sich von jener westlich der Enns, als dass die Ausläufer der Alpen und die wichtigen Nord‑Süd‑Verbindungsachsen des Kamp‑/Traisentales einerseits und andererseits der Bernsteinstraße bis Aquileia das italische Kerngebiet des Reiches als potentielle Einfallstore für Invasoren gefährdete. Die Festung in Mauer wurde an der (im Itinerarium Antonini und der Tabula Peutingeriana erwähnten) Limesstraße des östlichen Dukates, der Pannonia prima et Noricum ripensis, errichtet. Sie befand sich auf halber Strecke zwischen der Donau im Norden und den nördlichen Ausläufern der Alpen im Süden und bildete, zusammen mit dem Kastell von Wallsee sowie dem spätantiken Burgus von Sommerau einen Sperrriegel, um die zentralen Gebiete von Noricum ripense gegen Überfälle germanischer Stämme aus dem Westen zu sichern. Der Burgus von Sommerau liegt 3,5 km südöstlich von Wallsee und 7,5 km nordwestlich von Mauer. Wahrscheinlich erstreckte sich diese aus Kastellen und Burgi bestehende Verteidigungskette bis in das Alpenvorland bei Neuhofen an der Ybbs. Die Trasse der von Mauer nach Pöchlarn führenden Limesstraße wurde in der Spätantike ebenfalls befestigt, wie z. B. die Burgi/Wachttürme von Ybbs an der Donau, Neumarkt an der Ybbs und vielleicht auch Sarling.
Die Ortschaft Mauer liegt ca. sechs Kilometer südwestlich der Bezirkshauptstadt Amstetten. Die römische Siedlung befand sich zwischen den Ortsteilen Mauer und Öhling, am rechten Ufer der Url, ungefähr zehn Kilometer vom nächstgelegenen Kastell in Wallsee entfernt. An der Mündung der Url in die Ybbs breitet sich eine Beckenlandschaft aus, die im Nordwesten durch die Ausläufer der Strengberge begrenzt wird. Die Siedlung lag direkt an der Vereinigung der beiden Talsohlen, im Bereich an der heutigen Kirchwegerstraße. Da die Url seit der Antike ihren Lauf mehrmals geändert hat, wurde im Laufe der Zeit der nordwestliche Bereich des Areals vollkommen abgeschwemmt. Heute ist das Gelände teilweise überbaut oder wird landwirtschaftlich genutzt. In römischer Zeit lag die Siedlung auf dem Gebiet der Provinz Noricum und gehörte verwaltungsrechtlich zum Stadtterritorium von Lauriacum.

## Forschungsgeschichte
Das Wissen um die antike Befestigungsanlage war in der örtlichen Bevölkerung nie ganz verloren gegangen, da ihr Areal unter den Flurnamen Gehöft „Burgner“, bzw. „in der Burg“ bekannt war. Nach einer dreibändigen Schrift von Josef Schaukegl, Pater des Stift Seitenstetten, war zumindest die spätantike Umwehrung am Ende des 18. Jahrhunderts (1797) noch relativ gut erhalten. Schaukegl ließ auch einen Kupferstich der Grundrisse – seiner Meinung nach das Lager „Ad Mauros“ – anfertigen (Rudera Fortaliti Romani AD MVROS). Die Mönche des Stiftes gelangten in weiterer Folge in den Besitz noch weiterer römische Funde, darunter die Grabsteinfragmente des Veteranen Aelius Valens (1788) und des Vibius Tocionis (1840), sowie ein weiterer Grabstein, Ziegelstempel und vor allem eine große Anzahl von Münzen, mit denen sie die Sammlung ihres „Archäologischen Kabinetts“ bestückten. Der Fundort galt zur damaligen Zeit – nach Carnuntum – als einer der ergiebigsten in Österreich. Der Geistliche Josef Gaisberger besuchte im frühen 19. Jahrhundert den Ort und berichtete, dass die Mauern um 1825 nach und nach vom Landbesitzer abgebrochen bzw. gesprengt und die Graben- und Wallanlagen dadurch komplett eingeebnet wurden. In geringer Tiefe ließen sich nur noch die Fundamente feststellen. Beim Bestellen der Felder kamen immer wieder Mauerreste, Estriche, Hypokausten, viereckige Hohlziegel (tubuli) und große quadratische Ziegelplatten zum Vorschein.
Die meisten Befunde und Erkenntnisse (Südmauer, Tore) konnten in den ersten, wissenschaftlich begleiteten, Ausgrabungen der Österreichischen Limeskommission (Leitung Max Nistler) zwischen den Jahren 1906 und 1910 gewonnen werden. Bei diesen Kampagnen wurden auch die Grundfesten von mehreren Gebäuden der Innenbebauung freigelegt bzw. angeschnitten. 1910 wurden die Grabungen der Limeskommission aber wieder eingestellt. Wegen moderner Überbauung konnte die SO- und NO-Ecke des antiken Areals nicht mehr erfasst werden. Großes Aufsehen erregte der 1937 von Josef Schicker dokumentierte Verwahrfund an der Südmauer, der neben anderem Metallgerät hauptsächlich Kultgegenstände eines Jupiter-Heiligtums enthielt und in das späte 3. Jahrhundert zu datieren ist (siehe auch weiter unten). 1971 konnte bei Kanalbauarbeiten an der Hauptstraße vom Bundesdenkmalamt (Herma Stiglitz) eine weitere Untersuchung vorgenommen werden. Hier zeigten sich vor allem Bodenverfärbungen, die von kleineren Spitzgräben stammten und als Wehr- und Palisadengräben einer frühen römischen Holz-Erde-Befestigung interpretiert wurden.
In den Jahren 2014–2015 führte das Österreichische Archäologische Institut geophysikalische Prospektionen in Mauer bei Amstetten durch. Die Messungen sollten zur Klärung des Umfanges antiker Strukturen im Binnenkastell bzw. der befestigten Siedlung Mauer an der Url sowie in dessen Umfeld beitragen. Im Rahmen der Dorferneuerung hat der „Geschichtskreis Mauer“ 2022–2023 die Bedeutung des römerzeitlichen Ortes erforscht. Dabei entstand auch ein kleines Römermuseum, ein Römerrundweg mit Infotafeln und eine 3D-Visualisierung des Kastells. Mittels Verwendung modernster Bodenradartechnik wurden unter anderem ein Hügelgrab und ein Grubenhaus aus der frühen Bronzezeit auf den Feldern vor der Ortschaft entdeckt. 2024 deckte eine weitere archäologische Untersuchung bei Mauer, unter der Leitung von Martin Obenaus, eine durch Bodenradar-Messungen bereits bekannte römische Villa Rustica auf. Münzen aus dem 3. Jahrhundert n. Chr. untermauern die Datierung ebenso wie Dachziegelfragmente, mit denen die Gebäude abgedeckt waren. Ebenso gefunden wurden ein Schlüssel, Nägel, Münzen, Knochen und ein Ring.

## Entwicklung
Eduard Polaschek und Rudolf Noll vermuten aufgrund diverser Ziegelstempel, Terra-Sigillata-Keramik (Typ Lezoux und Rheinzabern) und Grabsteinen aus dem späten ersten und frühen 2. Jahrhundert n. Chr. ein Vorgängerkastell in trajanischer bzw. hadrianischer Zeit. Abt Adalbert Dungel vertrat die Ansicht, dass dieses Kastell im Zuge der Markomannenkriege weiter ausgebaut bzw. vergrößert wurde. Bislang konnte aber bei den Grabungen kein Kastell dieser Zeitstellung bestätigt werden.
An einer bedeutenden West‑Ost‑Handelsroute gelegen, entwickelte sich ab dem 2. Jahrhundert eine Straßenstation samt umliegender Zivilsiedlung. Die Gebäudegrundrisse legen die Existenz einer Statio sowie eines Vicus aus Streifenhäusern nahe. Die Siedlungsentwicklung dürfte aber erst im Zuge der im letzten Drittel des 2. Jahrhunderts n. Chr. im nahen Lauriacum erfolgten Stationierung der legio II Italica eine größeren Anschub erfahren haben, oder überhaupt erst in dieser Zeit begonnen haben. Es ist unklar, ob die antike Siedlung bereits in der ersten Hälfte des 3. Jahrhunderts zusätzlich mit einer Mauer umwehrt wurde. Eine ständige Präsenz der Armee ist für diese Zeit nicht nachweisbar, die Bewohner verfügten allerdings über einen Jupiter Dolichenus‑Tempel. Der Kult des Jupiter Dolichenus, welcher vor allem unter den Soldaten großen Anklang fand, breitete sich im Laufe des 2. Jahrhunderts in Noricum aus.
Der kaiserzeitliche Vicus dürfte um die Mitte des 3. Jahrhunderts niedergebrannt worden sein. Die Provinzgebiete westlich der Enns litten ab dem 3. Jahrhundert n. Chr. vermehrt unter den Einfällen der Alamannen und Juthungen, was die Errichtung der Castra am Donau‑Iller‑Rhein‑Limes, im östlichen Rätien sowie im westlichen Noricum erklärt. Nach Auswertung der Baubefunde und vor allem der Münzreihen (bis Theodosius (379–395) und Arcadius (395–408)) ist die befestigte Siedlung mit ziemlicher Sicherheit auch erst im 3. Jahrhundert gegründet worden. Im Zuge dessen erfolgte ein Funktionswandel von einer zivilen Siedlung zu einem stark befestigten Castrum. Das bisherige Siedlungsareal wurde hierfür mit einer für spätantike Festungen nördlich der Alpen typischen massiven Mauer umgeben. Der Ausbau zur Binnenfestung dürfte in tetrarchischer Zeit, vielleicht im Zuge der diokletianischen Militärreform, welche die Stationierung einer zweiten Legion in Noricum, der legio I Noricorum, mit sich brachte, erfolgt sein. Dies alles dürfte in mehreren Ausbaustufen vonstatten gegangen sein, wie dies z. B. bei den Toranlagen beobachtet werden konnte. Das Binnenkastell dürfte mehreren schweren Angriffen ausgesetzt gewesen sein. Dachziegel (tegulae) mit Stempeln der Legio I Noricorum und des Dux Ursicinus deuten auf eine Renovierung oder einen Wiederaufbau im 4. Jahrhundert unter Valentinian I. (364–375) hin. Obwohl sie offenbar schon kurz danach wieder weitgehend zerstört wurde, konnte Heinrich Zabehlicky eine Siedlungskontinuität bis in das frühe Mittelalter nachweisen.

## Funktion
Unklar ist, welche Funktion das Castrum inne hatte und warum gerade dieser Standort so massiv befestigt wurde. Die Kombination unterschiedlicher Turmtypen mit einer massiv konstruierten Wehrmauer ist für Noricum einzigartig. Dies alles spricht auch für einen mehrphasigen Ausbau der Festung im ausgehenden 3. bis 4. Jahrhundert, vielleicht auch noch bis zum 5. Jahrhundert n. Chr. und unterstreicht ihre große strategische Bedeutung für die Sicherung des Donaulimes und des ostnorischen Voralpengebietes. Alle norischen Kastelle westlich der Enns wurden im 4. Jahrhundert nicht mehr verstärkt, sondern im ursprünglichen Bauzustand belassen, oder durch Kleinkastelle ersetzt, während die Kastelle östlich der Enns (Wallsee, Mauer und Pöchlarn) ab tetrarchischer Zeit massiv befestigt wurden. Die Festung könnte u. a. als Nachschubbasis für die Limesgarnisonen gedient haben, doch war dies sicher nicht ihre primäre Aufgabe. Da sie an der Hauptverbindungsroute zwischen Lauriacum, Cetium (St. Pölten) und Vindobona lag, muss sie auch eine gewisse strategische Bedeutung besessen haben. Laut Eduard Polaschek sicherte ihre Besatzung eine 10 km von der eigentlichen Grenze entfernte Verteidigungsposition der zweiten Linie, die im Zuge der diokletianisch-konstantinischen Militärreformen eingerichtet wurde (vgl. dazu auch pannonische Binnenkastelle). Die Soldaten überwachten von hier aus vermutlich auch das Limeshinterland zwischen der Mündung der Flüsse Ybbs und Enns, an deren Ufern eine Route in die Alpen und eine Straßenverbindung vom Tal der Url bis in das Flusstal der Steyr führte. Gleichzeitig diente der Stützpunkt wohl auch als Flankenschutz für das Lager Lauriacum, der eine Umgehung des Legionslagers im Osten verhinderte. Vermutlich konnte auch bei schlechten Sichtverhältnissen über diesen Stützpunkt eine optische Verbindung zu den benachbarten Limeskastellen am Donauufer aufgebaut bzw. aufrechterhalten werden.

## Holz-Erde-Kastell
Über die Zeitstellung, Konstruktionsmerkmale und Umfang des Vorgängerbaues – möglicherweise ein Holz-Erde-Kastell – ist nichts bekannt. Die Historie des Fundplatzes ist nur schwer nachzuvollziehen, mögliche
Spuren einer Holz‑Erde‑Anlage, beschränken sich auf kleine Spitzgräben, die von Herma Stiglitz 1971 “...beim Bau eines 4 m breiten Kanals unter der Hauptstraße im Bereich des römischen Kastells...”, also noch innerhalb der spätrömischen Mauern im Osten der Befestigung, beobachtet wurden. Unklar ist, ob es sich bei ihnen tatsächlich um Befestigungs‑ oder nur um die Begrenzungsgräben einer Zivilsiedlung handelte. Die frühesten vor Ort aufgefundenen Grabsteine datieren in die erste Hälfte des 2. Jahrhunderts n. Chr.

## Mittelkaiserzeitliche Siedlung an der Limesstraße
In der älteren Forschung vermutete man in den Mauerresten noch ein Kastell, da aber bis dato kein zum Lager gehörender vicus gefunden werden konnte, nimmt man heute stattdessen dort eine befestigte Siedlung an. D.h. es dürfte sich nicht um eine von vornherein als Festung geplante Anlage gehandelt haben. Wahrscheinlicher ist, dass entlang der stark frequentierten Handelsstraße im Laufe der Zeit eine größere Zivilsiedlung entstand die nachträglich befestigt werden musste. Für diese These spricht, dass nur eine Straße durch das ummauerte Areal geführt hat, was untypisch für römische Kastelle ist. Sollte tatsächlich noch ein weiterer vicus existiert haben, wird er am Westufer der Url, unter dem heutigen Ortsteil Öhling, vermutet. Insgesamt beobachtete man zwei Bauperioden, getrennt durch eine Brandschicht, die aber nicht zeitlich eingeordnet werden konnten. Die bei Nistlers Grabungen geborgene Keramik, u. a Terra Sigillata aus Mittelgallien und Rheinzabern, sowie die Analyse der Grabbeigaben belegen eine intensivere Nutzung des Platzes ab dem späten 2. Jahrhundert n. Chr. Die Gräber der kaiserzeitlichen Nekropole datieren vor allem in das 3. Jahrhundert n. Chr. Die im Westteil der Befestigungsanlage nördlich und südlich der Hauptstraße situierten schmäleren Streifenhäuser können wohl als mittelkaiserzeitlich angesprochen werden, sie ähneln in ihrem Grundriss den Gebäuden des - südlich des Legionslagers befindlichen - frühen Vicus von Lauriacum. Die Häuser in Mauer weisen entweder querliegende straßenseitige Korridore (Gebäude S10), schmale Raumreihen (Gebäude S12) oder seitliche Korridore auf (Gebäude S2). Besonders bemerkenswert ist i.d.Z. der Grundriss des Gebäudes S11, mit seinen zwei den Eingangsbereich flankierenden Räumen, die ihre Parallelen in Form kleiner Stationen (stabulae) an Fernhandelsstraßen in Pannonien sowie den westlichen römischen Provinzen finden. Dies lässt darauf schließen, dass sich, zeitgleich mit dem Lager Lauriacum, in Mauer während des 2. Jahrhunderts n. Chr. ein (überwiegend zivil geprägter) Vicus samt Straßenstation (mansio) entwickelte. In diesen Zeithorizont datieren auch die ältesten bekannten Grabbeigaben. Wenig wahrscheinlich ist, dass in der frühkaiserzeitlichen Phase der Siedlung dort auch ein Kastell stand. Ein Truppenbelegung für das mittelkaiserzeitliche Mauer ist bis heute nicht geklärt, auch eine prinzipatszeitliche Besatzung ist nicht bekannt, anhand der Grabsteine kann erst in der Herrschaftszeit der Severer auf die Anwesenheit eines Veteranen der Legio II Italica bzw. eines Signifer geschlossen werden. Eine Unterbrechung oder schwere Störung der Siedlungstätigkeit könnte mit dem Depotfund des Jupiter Dolichenus Heiligtums in Zusammenhang stehen. Die kaiserzeitliche Siedlung dürfte demnach gegen Mitte des 3. Jahrhunderts durch  einen Großbrand untergegangen sein. Einen wichtigen chronologischen Anhaltspunkt für die an mehreren Stellen angetroffene Brandschicht, liefert einmal mehr der Tempelhort. Eine genauere Analyse seines auch keramisches Material umfassenden Fundspektrums ergab eine Datierung in die Jahre zwischen 240/260 n. Chr., der Verwahrfund könnte demnach zu einem ostnorischen Zerstörungshorizont passen, der durch einen Befund im Kastell von Mautern (Favianis) zeitlich sehr gut eingegrenzt werden konnte (terminus post quem 251 n. Chr.).

## Ausbau zur spätantiken Binnenfestung
Auf den Unterbruch in der Siedlungsentwicklung erfolgte eine völlige Neustrukturierung. Nach der Zerstörung wurde das Gelände aufplaniert, im Ostteil der Siedlung versiegelte man das Bauland mit einem Mörtelboden und errichtet darüber befestigte Siedlung. Diese wurde von einer massiv gebauten, turmbewehrten Mauer geschützt; mehrere Gebäude im Inneren, deren Funktion nicht eindeutig zu klären war, gehörten wohl unterschiedlichen Bauphasen an. In Bauphase I wurde die Wehrmauer noch zusätzlich mit rechteckigen leicht vorkragenden Türmen und den beiden Toranlagen mit Rechtecktürmen verstärkt. Die Umwehrung hatte die Form eines 160 × 200 m messenden, schiefwinkeligen Rechteckes mit abgerundeten Ecken. Dies lässt sich heute aber nicht mehr exakt ermitteln, da – wie bereits erwähnt – der nordwestliche Sektor durch den Fluss komplett abgetragen wurde. Der Flächeninhalt des umwehrten Areals betrug vermutlich 2,5 ha. Aufgedeckt werden konnten die Flankentürme der Toranlagen im Westen und Osten sowie vier in regelmäßigen Abständen in die Südmauer eingebaute Zwischentürme. Die Anlage der Befestigungen dürfte in mehreren Ausbaustufen erfolgt sein, wie sich dies besonders an den Toranlagen beobachten ließ.

## Binnenkastell

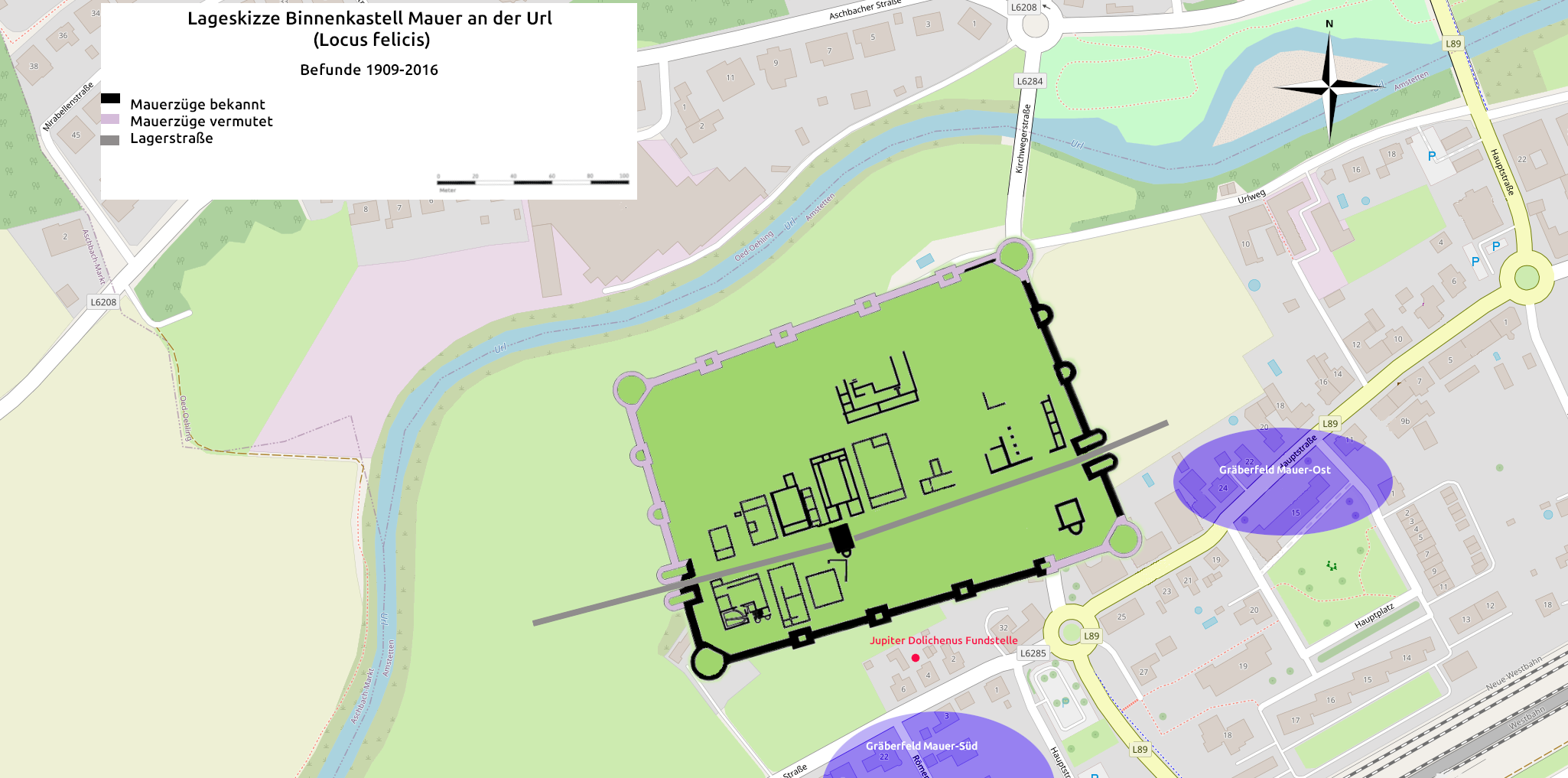
Befundskizze des spätantiken Binnenkastells, 1909–2016

Der neu generierte Befundplan fußt auf den Altgrabungen sowie den jüngsten geophysikalischen Messungen mit Magnetik und Radar. Sie ließen eine massive Zerstörung der Anlage durch Steinraub erkennen. Die Daten der geomagnetischen Prospektion zeigten ebenfalls keinen Vicus außerhalb der Kastellmauern, aber dafür eine dichte Innenbebauung, besonders die Radar‑Messdaten lieferten wichtige Anhaltspunkte über das Aussehen der spätantiken Festung. Das Kastell hatte einen unregelmäßigen Grundriss, die West‑ und Südmauer bildeten einen rechten Winkel, die Ostseite zog mit nur 85° leicht nach innen bzw. nach Westen, die nach Süden eingezogene Nordseite dürfte dem Ufer der Url gefolgt sein. Der Grundriss der Fortifikation formt ein Trapez von (mutmaßlich) 138 m Breite im Westen und 150 m Breite im Osten sowie einer nachgewiesenen Länge von 213 m im Süden und einer rekonstruierten Länge von 202 m im Norden. Die Innenfläche beträgt 2,91 ha mit dem rekonstruierten Nordwestteil und 2,27 ha an noch erhaltener Mauersubstanz. Die Festung ist in ihrer (rekonstruierten) Ausdehnung mit dem benachbarten Kastell Wallsee vergleichbar (3,23 ha).
Die Verwendung unterschiedlicher Turmformen (rechteckige und halbrunden Türme, U‑förmige‑ und Rundtürme) in einer Festungsanlage sind für die Provinz Noricum bislang einzigartig geblieben. Es sind klar östliche und westliche Einflüsse in der Fortifikation auszumachen, besonders auffällig ist die Massivität der Anlage, deren Blütezeit wohl in das 4. Jahrhundert fällt und die wohl noch weit bis in das 5. Jahrhundert bewohnt war.

### Wehrmauer
Ein Grund für die ungewöhnlich mächtige Mauerstärke könnte darin liegen, dass sowohl in den Grabungen als auch in den geophysikalischen Prospektionen nur die Fundamentgräben deutlich erkennbar waren und es sich dabei nicht zwingend um aufgehendes Mauerwerk handeln muss, das wohl wesentlich schmäler war. Max Nistler konnte die südliche Kastellmauer auf einer Länge von 160 m erfassen. Bei den Ausgrabungen der Limeskommission wurde auch ein Teil des 3,9–4 m breiten Fundamentgraben, der auch von Nistler an mehreren Stellen im Westen und Süden untersucht wurde, beobachtet. Die Wehrmauer dürfte generell bis zu 4 m breit gewesen sein, eine Mauerstärke wie sie charakteristisch für römische Festungen des 4. Jahrhunderts n. Chr. ist. Viele norische spätantike Kastell besaßen jedoch unterschiedlich starke Wehrmauern. Fundamente und Aufgehendes Mauerwerk waren bereits zu Beginn des 20. Jahrhunderts verschwunden.

### Türme

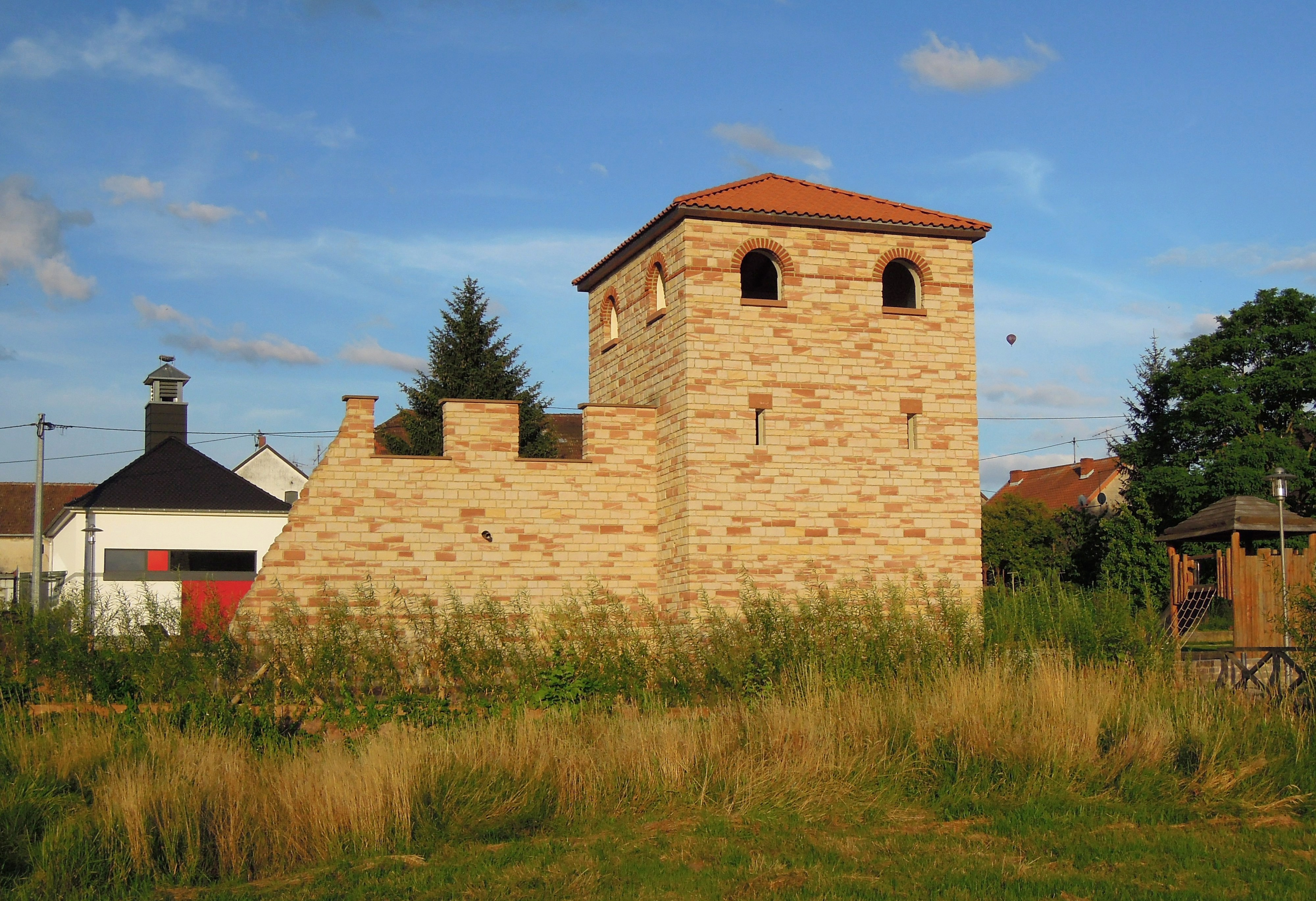
Nachbau eines spätrömischen Kastellturms in Pachten (D)

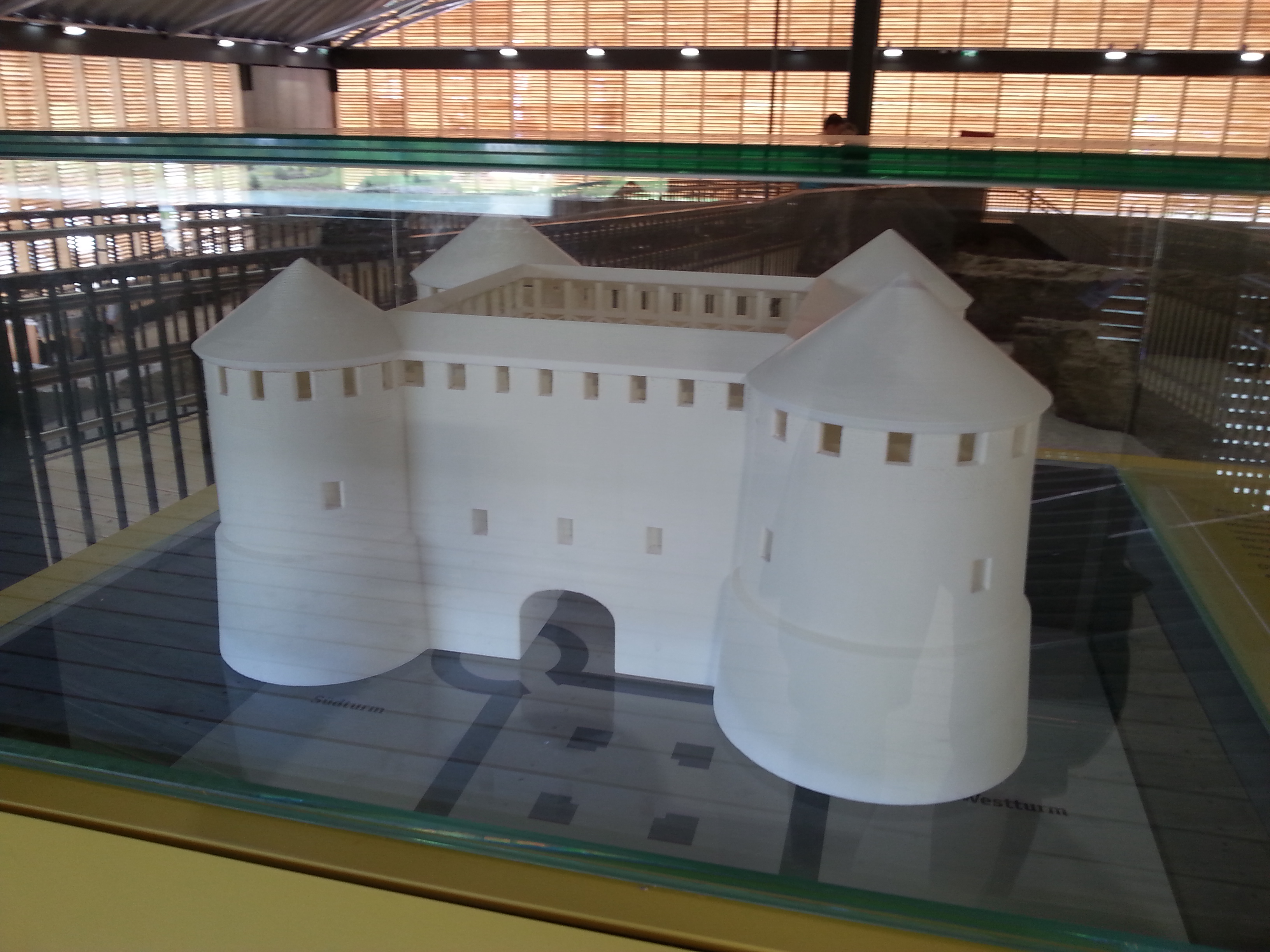
Modell des spätrömischen Burgus von Oberranna mit seinen ausgeprägten Ecktürmen

Die Kastellmauer war mit überdurchschnittlich großen Türmen und sehr breiten Fundamentmauern versehen. Die Verstärkung mit halbrunden Zwischentürmen und U‑förmigen Tortürmen dürfte zuerst erfolgt sein. Die runden Ecktürme wurden später angefügt, denn das Fundament der Wehrmauer erstreckt sich in der Südwestecke unter dem Rundturm T1. Im ergrabenen Teil wurden insgesamt vier rechteckige Zwischentürme erkannt, die über die Mauer vorsprangen. An der Ostseite wurde „nördlich des Ackerfeldes“ ein turmartiger Vorsprung ergraben, möglicherweise ein weiterer, fünfter, Zwischenturm. Ansonsten konnten im Osten und Westen, in den Mauerabschnitten nach den südlichen Ecken, keine Spuren von Türmen mehr festgestellt werden. Max Nistler glaubte, dass hier nie solche Türme gestanden hatten. Die letzten Bodenradaruntersuchungen ließen jedoch auch Rundtürme und Hufeisentürme erkennen. Die Rechtecktürme stammen aus einer älteren Bauphase. Südlich der Kastellmauer wurden noch ca. zwölf Meter lange Suchschnitte gezogen, die aber keine vorgelagerten Wehrgräben erkennen ließen.

#### Rechtecktürme
1909 und 1910 wurden die Fundamentgruben von vier quadratischen Türmen (T2–T5) an der Südmauer der spätrömischen Festung freigelegt. Nistler beobachtete gleichmäßige Abstände zwischen den Türmen, die “...1,5 m vor die Lagermauer springen...” und führt die “...auffallend großen Maße für die Fundamentgruben der Umfassung sowie der Turmmauern...” auf die instabile Bodenbeschaffenheit zurück. Die Türme T2 und T3 der südlichen Wehrmauer konnten durch die geophysikalischen Messungen nachgewiesen werden, T4–T5 sind hingegen nur durch Nistlers Ausgrabungen bekannt. Die Abstände zwischen den ggstdl.Türmen sind nicht regelmäßig, sie variieren zwischen 27,1 und 33,8 m und betragen im Mittel 30,7 m: T1–T2: 33,8 m; T2–T3: 28,2 m; T3–T4: 33 m; T4–T5: 31,4 m; T5–T6: 27,1 m (rekonstruiert). Auch ihre Abmessungen sind unterschiedlich; T2: 8,8 × 11,4 m – T3: 9,2 × 11,2 m – T4: 8,9 × 10,8 m – T5: 8,6 × 10,8 m, die durchschnittliche Dimension beträgt 8,9 × 11 m. Die Fundamentbreite misst zwischen 2,8 und 4 m, die Fundamentvorsprünge nach außen und innen betragen bei T2 1,9/2,8 m, bei T3 2,2/2,8 m, bei T4 1,8/3,1 m und bei T5 1,2/3,4 m. Quadratische und rechteckige, sowohl nach außen als auch nach innen kragende Türme sind typisch für Kastelle der constantinischen Herrschaftsepoche, die meisten ihrer Türme sind jedoch deutlich kleiner als die in Mauer und nur annähernd quadratisch, z. B. der vom spätantiken Kastell in Pachten (Contiomagus) (7 × 7 m). Hinsichtlich seiner Größe gut vergleichbar ist der (eher trapezoide) Südturm des rätischen Kleinkastell Goldberg-Türkheim in Bayern, der - wahrscheinlich - als Torturm diente und wohl um 335 n. Chr. errichtet wurde (Münzfunde).

#### Halbrundtürme
An der Nordostseite des Kastells konnten zwei halbrunde vor‑ und rückspringende Türme (T9–T10) beobachtet werden. Der 10 × 10,9 m große, 1,2 m nach innen und 4,8 m nach außen kragende Turm T9 war anhand der geophysikalischen Messdaten, der 10,1 × 10,9 m große, 1,1 m nach innen und 4,8 m nach außen vorspringende Turm T10 auf einem Luftbild erkennbar. Diese Turmform ist am norischen Limes bislang einzigartig. Vergleichbar sind hier nur die 11,4 × 14 m großen Hufeisentürme des Kastell Mautern, die in der ersten Hälfte des 5. Jahrhunderts erbaut wurden. Eine große Übereinstimmung -in Hinblick auf die Dimension und Ausgestaltung der Halbrundtürme von Mauer - und denen von Kastell Divitia (D), was vielleicht mit der am Bau beider Kastelle beteiligten Legion (Legio II Italica bzw. die Vexillation Legio II Italica Divitensium) im Zusammenhang stehen könnte.

#### Ecktürme
Auf den Planskizzen des Kastells aus dem 18. und 19. Jahrhundert sind an den Ecken große Rundtürme eingezeichnet, die jedoch im 20. Jahrhundert nicht mehr sichtbar waren. Auf den Georadar‑Daten der Südwestecke des Kastells sieht man die Ausrissgräben eines Rundturmes von 18 m Durchmesser und 14 m lichter Weite, der an der Innenseite gerade abschließt, er ist auch auf den Planskizzen von Schaukegel und Dungel (wenn auch viel zu groß dimensioniert) zu sehen. Der Turm ragte nur halb/dreiviertelrund vor die Mauerecke. Solche massiven Ecktürme sind am norischen Limes bislang nur für den Burgus Oberranna belegt. Rundtürme bzw. halbrund vorspringende Ecktürme sind ab diokletianischer/konstantinischer Zeit in den Nordwest‑ und Ostprovinzen des Reiches fassbar.

### Tore
An der West- und Ostseite wurde je ein Tor entdeckt, das von zwei quadratischen, nach innen angesetzten Türmen flankiert wurde. Auffallend sind die weiten Rücksprünge ihrer Flankentürme, wie sie eigentlich sonst nur bei mittelkaiserzeitlichen Befestigungsanlagen beobachtet werden konnten. Denkbar wäre, dass hier ursprünglich quadratische, innen angesetzte Türme gestanden haben, denen in einer zweiten Bauphase halbrunde vorspringende Abschlüsse angefügt wurden, wie dies auch am pannonischen Kastell Iža-Leányvár zu beobachten war: die Flankentürme der nach den Markomannenkriegen in Stein ausgebauten nördlichen Toranlage wurden – wahrscheinlich in konstantinischer Zeit – ebenfalls mit halbrunden Bastionen verstärkt. Dies alles würde eine Zweiphasigkeit der Toranlagen von Mauer bedeuten, mit Rechtecktürmen bis zum 3. Jahrhundert n. Chr. und U‑förmigen Türmen seit tetrarchischer Zeit. Das Osttor liegt dem Westtor (hier verliefen die Fundamente der Wehrmauer auch unter der Durchfahrt weiter) fast exakt gegenüber und war nur ein klein wenig weiter nach Norden verschoben. Die Durchfahrt des 22,25 m breiten Westtores maß 3,45 m, die Maße der Flankentürme (T19 und T20) betrugen 9,10 m × 9,70 m × 7 m. Beide Türme schlossen innen rechtwinkelig ab, der nördliche Turm T19 besaß an seiner südlichen Innenseite einen 2 m langen und 1,1 m breiten Rücksprung. Die Westseite des Tores wurde durch Abschwemmung der Url zerstört. Beim Osttor konnte an der Südseite des nördlichen Torturms eine Mauernische (1,1 m × 2 m) beobachtet werden, deren Funktion – Tür oder Standplatz des Torpostens – noch umstritten ist. Die Konstruktion des 22,4 m breiten Osttores deckte sich weitestgehend mit der des Westtores, allerdings brachen hier die Fundamente der Wehrmauer an den Tortürmen ab. Dies könnte als Indiz dafür gewertet werden, dass ursprünglich nur durch das sich dem Fluss Ybbs zugewandte Osttor die Festung betreten werden konnte, wohingegen im Westen anfangs noch kein Durchgang existierte, und das dortige Tor erst in der zweiten Bauphase errichtet wurde. Die beiden Tortürme (T7 und T8) haben einen U‑förmigen Grundriss, sind 8,9 m breit und 17,5 m lang. Sie springen 6,5 m vor und 7,2 m hinter die Wehrmauer. Die Breite der Tordurchfahrt beträgt 4,6 m, sie ist damit um 1,15 m größer als jene am Westtor. Das Osttor kann wohl als Porta Praetoria angesehen werden. Die Toranlage im Osten ist mit ihren schmäleren Flankentürmen und weiterer Durchfahrt somit gleich breit wie die im Westen. Die Fundamentstärke beider Tortürme misst zwischen 2,5 und 3 m. Die mit 17,5 m Länge recht große Dimension der Türme T7 und T8 des Osttores von Mauer dürfte aus ihrer Funktion als Torverstärkung herzuleiten sein. Das Osttor
mit seinen ungewöhnlich großen U‑Türmen ist bislang ein Unikum in der norischen Festungsarchitektur. Im Süden konnte keine Toranlage nachgewiesen werden.

### Innenbebauung
Die Innenbebauung säumte, mit Ausnahme des Gebäudes S15 eine in ostwestlicher Richtung verlaufende Hauptstraße. Die Parzellierung weist die traditionelle römische Streifenform auf, nördlich der Straße standen sieben Gebäude, südlich davon vier mit erkennbaren Grundrissen sowie sechs Schlauchheizungsanlagen. Die Gebäude reichen, vergleichbar mit dem Castrum Rauracense, dicht an die Wehrmauern heran. Dort wurden die mittelkaiserzeitlichen Steinbauten zwischen der Mitte und der zweiten Hälfte des 3. Jahrhunderts n. Chr. niedergebrannt und der Brandschutt danach einplaniert bevor man darüber die neuen Steingebäude errichtete. Abschnittweise wurde das Baugelände sogar mit einer Mörtelgussschicht versiegelt. Dieser Umstand wird dahingehend interpretiert, dass die Errichtung des spätantiken Castrum nicht bloß den Bau seiner Umwehrung, sondern eine großflächige Planierung seines Areals umfasste. Im Binnenkastell von Környe (HU) wurde die spätrömische Befestigung auf einer 0,4–1,0 m starken harten tonigen Planierschicht über der frühkaiserzeitlichen Zivilsiedlung errichtet, das Fundmaterial datiert bis zur Mitte des 3. Jahrhunderts. Ähnliches darf auch für das spätantike Mauer angenommen werden, es würde vor allem die ausgedehnte Mörtelestrichlage im Südosten des Festungsareals erklären.

#### Gebäude
Nistler erkannte zwei Bauphasen, aufgrund der Bautechnik rechnete er die Gebäude S5 und S7–8 der jüngsten Bauphase des Kastells zu, ihre Fundamentmauern waren in eine Brandschicht eingetieft. Die Häuser in Streifenform sind 8–17 m breit und 16–33 m lang, sie besitzen oft querliegende Korridore und Innenhöfe, die Gassen dazwischen sind 3–4,5 m weit. Über die Funktion der Streifenhäuser geben nur wenige Strukturen, wie der Einbau einer Schlauchheizung und einer Badeanlage in Gebäude S1. Es dürfte sich dabei vor allem um Unterkünfte bzw. Wohnhäuser mit Werkstätten gehandelt haben. Die Anomalien in den geomagnetischen Messdaten bezeugen die Präsenz von zahlreichen Öfen. Trotz Spuren von früheren Vorgängerbauten konnten die von Nestler ausgegrabenen Befunde nur der Spätantike zugeordnet werden. Besonders Münzen und Ziegel stammten überwiegend aus dem 4. Jahrhundert n. Chr. Die nördlich und südlich der Hauptstraße stehenden Streifenhäuser könnten demnach noch aus der älteren Phase stammen, wohingegen der Mörtelgussboden und die Strukturen im Südosten sowie die Gebäude 7–8 und 15 der späteren Bauphase zugeordnet werden. Die Grundrisse sind mit denen aus der spätantiken Binnenfestung von Alsóheténypuszta und vor allem aus Gorsium‑Tác (Bauphase I) vergleichbar, in letzterer dominieren langrechteckige Streifenhäuser (mit und ohne Innenhof) samt querliegenden Korridoren.
Im Bereich der Nordmauer wurden von Nistler die Reste eines größeren Gebäudes (H) ergraben. Nördlich einer von West nach Ost verlaufenden Straße wurden die Grundfesten des Gebäudes C, mit Innenhof, (21 × 10 m) freigelegt. Die Reste des noch größeren Gebäude H (Haus des Praefekten?) wurden größtenteils abgeschwemmt. Im östlichen Bereich des Lagerinneren, nördlich der Straße, wurde das Gebäude I mit Portikus ergraben; es wurde durch die heutige, nach Öhling verlaufende Straße stark gestört und vom Ausgräber in eine spätere Bauphase datiert. Daneben konnten noch die Reste von sieben weiteren Gebäuden (A, B, D, E, F, G und K) nachgewiesen werden, die zum Teil mit Hypokaustenheizungen ausgestattet waren. Einige Mauerreste einer späteren Zeitstellung lagen direkt über den Befund der Straße. Südlich der Straße wurden auch Reste eines Bodenestrichs entdeckt. Die Innengebäude wurden nach den jüngsten Bodenuntersuchungen neu interpretiert mit dem Überbegriff Struktur plus Ordnungsnummer (S1–S15) neu eingeteilt.
| ONr.                       | Beschreibung/Zustand | Lage |
| -------------------------- | --- | --- |
| Gebäude S1 (vormals A)     | Das repräsentative Gebäude wurde von Nistler als einziges sehr detailliert beschrieben. Er erkannte zwei Bauphasen, und zwar einerseits zwei Räume mit Schlauchheizungen und Praefurnium (Räume A, B, G) und andererseits der spätere Einbau eines kleinen Bades (Räume C–F), das jedoch nicht von den beiden Wohnräumen aus betretbar war. Diese Räume gehörten zu einem rund 22 × 24 m (528 m²) großen Haus, das aus einem 1,5 m breiten straßenseitigen Korridor mit rechteckigem Zubau, einem 170 m² großen L‑förmigen Innenhof und einem 5 × 6 m großen nördlich von Raum A gelegenen weiteren Raum bestand. Die Badeanlage war demnach nur über den Innenhof erreichbar. | Südwestecke der Befestigung. |
| Gebäude S2                 | Ein 13,5 × 30 m (405 m²) großes langsrechteckiges Haus das an seiner Westseite einen 3,1 m breiten Korridor und im Osten zwei große Räume besaß. Die nördliche Bauflucht der Gebäude S1–S2 ist mit ihm identisch. Der Abstand zu S1 beträgt 4,5 m. | |
| Gebäude S3                 | Ein 15 × 16 m (240 m²) messendes Mauer‑Geviert ohne erkennbare Innenteilung mit 8 m nach Süden versetzte Bauflucht, die östlich dem Gebäudes S2 folgt, Abstand 3,3 m. | |
| Gebäude S4                 | Die Orientierung einer 9,5 × ›11 m große Struktur weicht von der Bauflucht der übrigen Gebäude um 22° nach Nordosten ab. Sie dürfte ein chronologisch älteres Gebäude reflektieren. | |
| Gebäude S5 (vormals D–F)   | Seine Mauerstrukturen gehören einer jüngeren Bauphase an, sie wurden laut Ausgräber nach Aufgabe des Gebäudes S11 errichtet und ragen in den Straßenbereich hinein. | |
| Gebäude S6 (vormals G 1–5) | Nistler beobachtete auf einer mindestens 21 × 88 m großen Fläche einen Estrichboden unterschiedlicher Stärke, den er als Exerzierplatz interpretierte. Der Estrich überlagert im Westen eine T‑förmige Mauer, im Ostteil des Mörtelbodens sind zwar Schlauchheizungen beobachtet worden, weitere Gebäudereste konnten hier allerdings nicht festgestellt werden. Anhand der Ausführungen von Nistler ist nicht erkenntlich, ob die mit dieser Heizung ausgestatteten Bauten chronologisch jünger oder älter als der Estrich sind. In den Magnetikdaten ist zusätzlich zwischen dem Gebäude S3 und den Strukturen S5 ein weiterer, 7,7 m langer und 4 m breiter T‑Heizkanal nördlich des Turmes T3 sichtbar. | Im Südostteil der Festung. |
| Gebäude S7 (vormals K)     | Ein mutmaßlich zweiräumiges Gebäude; der östliche Raum von 11,7 × 12,7 m Größe war mit einer Heizanlage mit (gestempelte Bodenplatten der FIG[ulina] PE) ausgestattet im Süden stand eine unbeheizte Apsis von 5 m Durchmesser; der daran westlich anschließende Raum liegt unter der heutigen Autostraße. Dieses Gebäude wurde über einer Brandschicht errichtet und dürfte chronologisch zur jüngsten Besiedlungsphase gehören. | In der Südostecke der Festung. |
| Gebäude S8 (vormals I)     | In nur 3 m Distanz zum Torturm T8 bzw. 8,5–10 m zur östlichen Wehrmauer stand ein 39,8 m breites und mindestens 27,7 m langrechteckiges Gebäude. Es gliedert sich in einige 5 m breite längsrechteckige Räume im Osten, einen annähernd quadratischen, 23 × 23,6 m großen Innenhof und eine 11,2 m breite Raumreihe im Westen. Im Innenhof stand - in 4 m Entfernung von seiner westlichen Begrenzungsmauer - ein Portikus (Säulenstellung 4 m), spiegelgleich könnte sich ein zweiter Portikus auch im Osten des Hofes befunden haben. In der Nordostecke der Grabung war ein Raum erkennbar, der aus der schmalen Raumreihe nach Westen vorsprang, hier dürfte demnach eine weitere Raumreihe den Abschluss des Hofes gebildet haben. Auch dieses Gebäude wurde über einer Brandschicht errichtet und der jüngsten Besiedlungsphase zugeordnet. | Nördlich der Hauptstraße am Osttor. |
| Gebäude S9                 | Erkennbar war eine längsrechteckige, 7,5 × 16,5 m große Gebäudestruktur, an die im Norden ein 4 × 7 m großer Raum mit Schuttablage (Heizanlage?) anschließt. In einer Entfernung von 5 m befindet sich eine längsovale, etwa 3 m messende Anomalie von 60 nT Stärke, die als Ofen oder Feuerstelle angesehen werden kann, eine weitere Anomalie von 50 nT Stärke mit vergleichbarer Form liegt 20 m nördlich davon. Diese Strukturen dürften als Teile eines größeren Gebäudes zu sehen sein, dessen Grundmauern in den geophysikalischen Messdaten nicht mehr exakt zu eruieren waren. | Nördlich der Hauptstraße. |
| Gebäude S10                | Es handelt sich um ein 18,2 × 33 m (600 m²) großes Gebäude mit rechteckigen Grundriss (Streifenhaus). Von der Raumaufteilung waren lediglich ein 4 m breiter straßenseitiger Korridor sowie ein 4 × 37 m großer rechteckiger Einbau in der Nordostecke erkennbar. Mehrere in den magnetischen Messdaten sichtbare ovale Anomalien können (wahrscheinlich) als Feuerstellen interpretiert werden, wobei unklar ist, ob sie chronologisch noch dem Gebäude oder einer späteren Nachnutzung zuzuordnen sind. | |
| Gebäude S11 (vormals C)    | Das 18 × 33 m (594 m²) große Gebäude S11 wurde von Nistler ausgegraben. Laut den geophysikalischen Messergebnissen lag das Gebäude um 1,7 m weiter südlich und westlich als auf den bislang publizierten Plänen. Der Abstand zwischen den Gebäuden S10–11 beträgt 4 m, jener zwischen S11–12 3,5 m. Der Gebäudegrundriss setzt sich aus einem zentralen, 10 × 21 m großen, an drei Seiten von 1,9 m breiten Korridoren und Räumen umgebenen Innenhof und aus zwei den Zugang flankierenden Räumen von 5 × 6 m Größe zusammen. | |
| Gebäude S12 (vormals B)    | Das Gebäude besteht aus einem 14,3 × 22,8 m (326 m²) großen Haupthaus mit einem 3,2 m breiten straßenseitigen Korridor und einem in der Nordostecke angebauten Raum von 3,3 × 5,2 m. Es wurde 1908 freigelegt, wobei aber nur die Fundamentgräben aufgedeckt werden konnten. Die große Anzahl thermoremanent erhöhter Anomalien in seinem Inneren, lässt vermuten, dass nicht die gesamt Fläche des Hauses, sondern lediglich die Mauerverläufe (Fundamentgräben) freigelegt worden sind. Die geophysikalischen Messdaten zeigen an der Ostseite vier jeweils 3,8 m breite Räume. | Entgegen der ursprünglichen Verortung weicht seine Position um 1,2 m nach Norden und 0,65 m nach Westen von der Nisters Planvorlage ab. |
| Gebäude S13                | Das Haus misst 13,3 × 22,8 m (303 m²) und zeichnet sich, wie auch S12, vor allem durch erhöhte Anomalien in seinem Inneren aus. Die Rückseite wird von einem 4 m breiten Korridor gebildet, im Inneren des Gebäudes lässt sich lediglich an der Westseite ein 3 × 4 m großer Raum abgrenzen. | Im Abstand von 2,8 m westlich des Gebäudes S12.                                                                                         |
| Gebäude S14                | Das 9,7 × 16 m (155 m²) große Gebäude und wird im Norden vom Geländeabbruch begrenzt. Es setzt sich aus einem 3,8 m breiten straßennahen Korridor und einem Hauptraum zusammen. | 12 m östlich der Toranlage T19–20. |
| Gebäude S15 (vormals H)    | Im Bereich des Gebäudes konnte lediglich im äußersten Süden ein 5 m schmaler Streifen geophysikalisch prospektiert werden. Das Gebäude, dessen Nordteil vom Fluss Url weggerissen worden war, wurde 1909 von Nistler freigelegt. Es misst 37,5 × 19,5 bzw. >25,7 m und besitzt eine Grundfläche von mindestens 840 m². Im Süden und Westen säumen 4 m breite Korridore bzw. Raumreihen einen zentralen Hof, der im Osten und Süden von einem weiteren 5,7 m bzw. 4 m breiten Korridor umgeben ist. Innerhalb dieses Korridors befindet sich im Süden eine T‑förmige Schlauchheizung. | |

#### Limesstraße

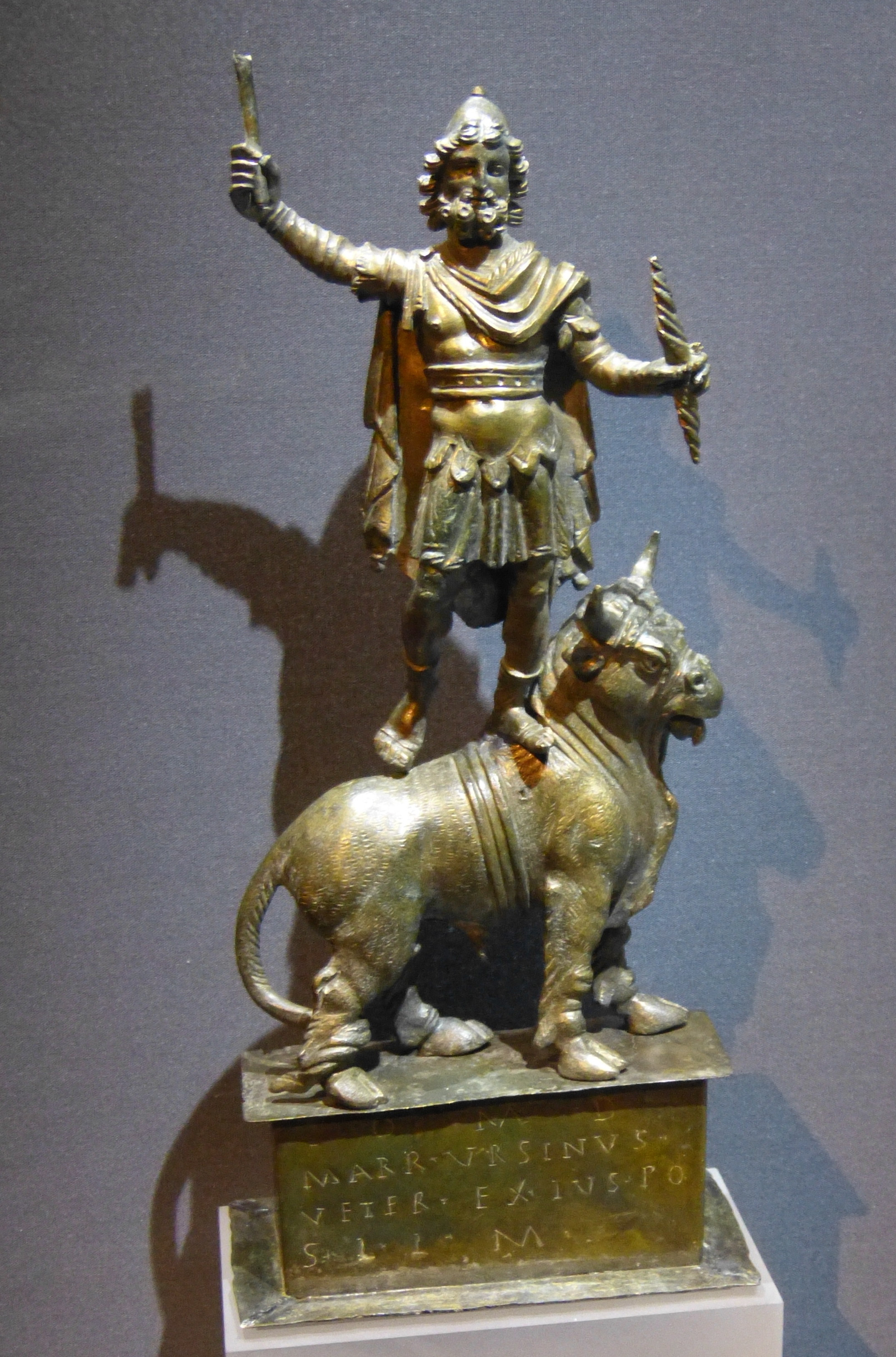
Statuette des Jupiter Dolichenus mit Stier und Weihinschrift ihres Stifters, Marrius Ursinus

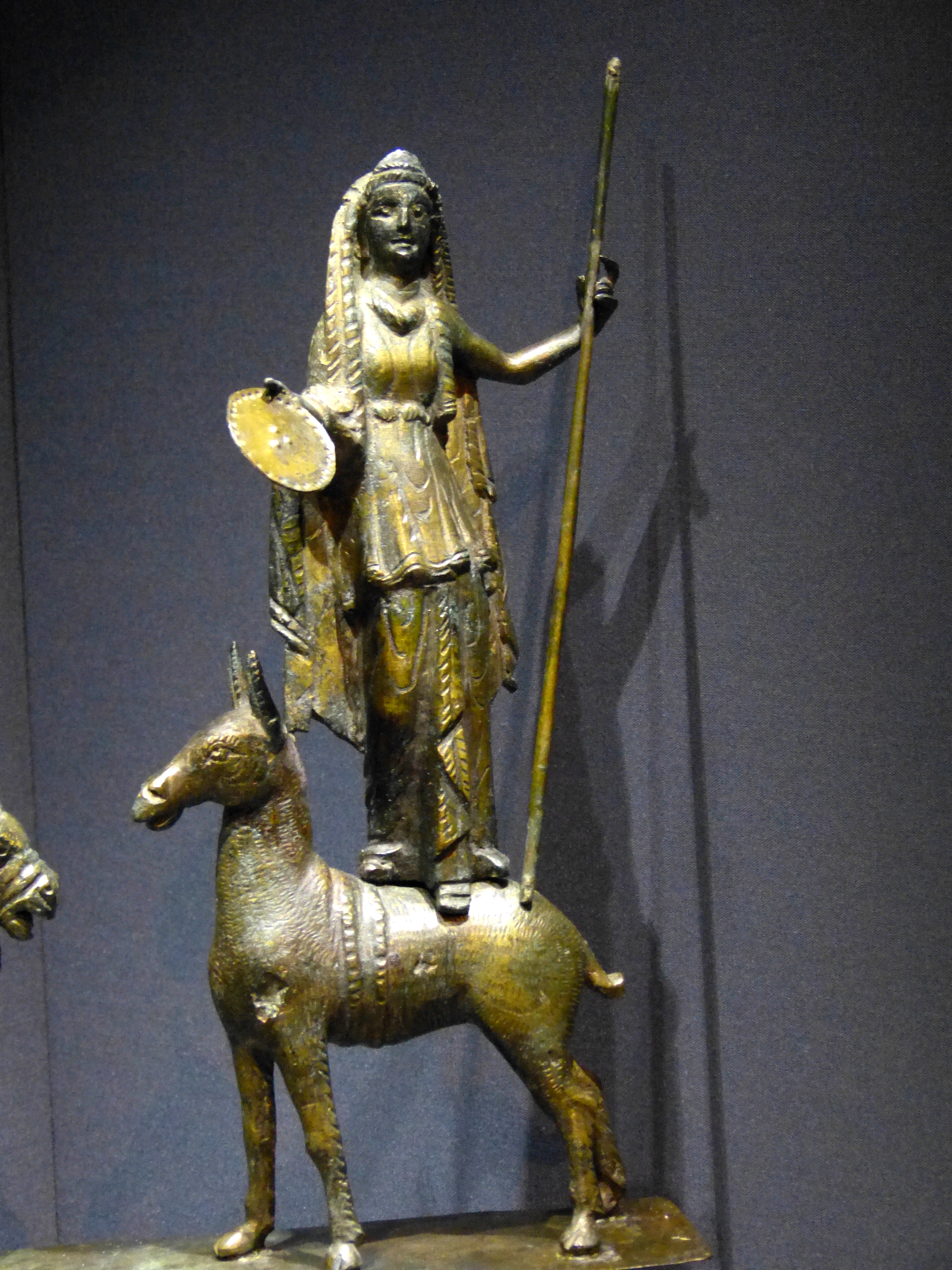
Statuette der Göttin Juno Regina

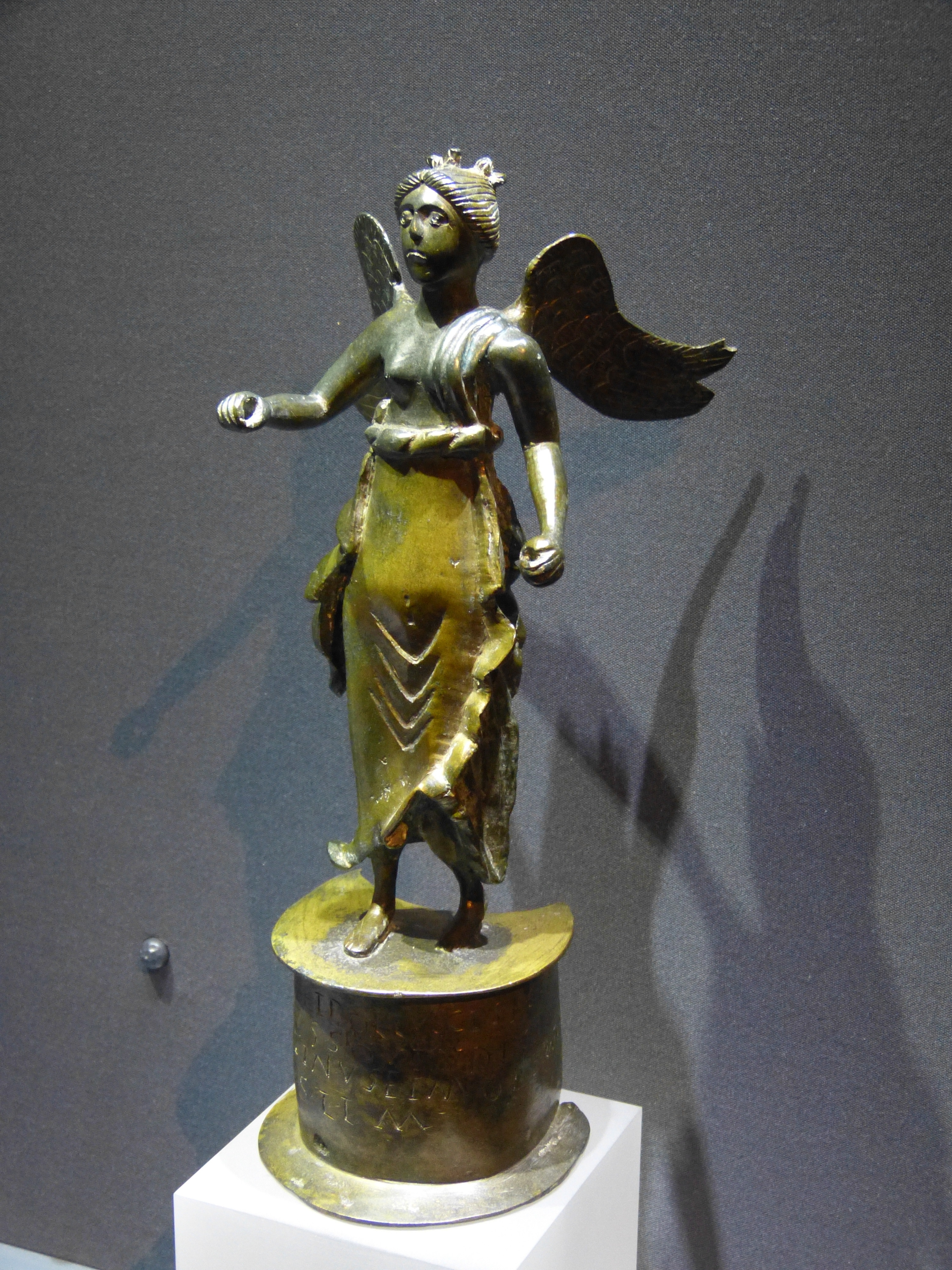
Statuette der Siegesgöttin Victoria

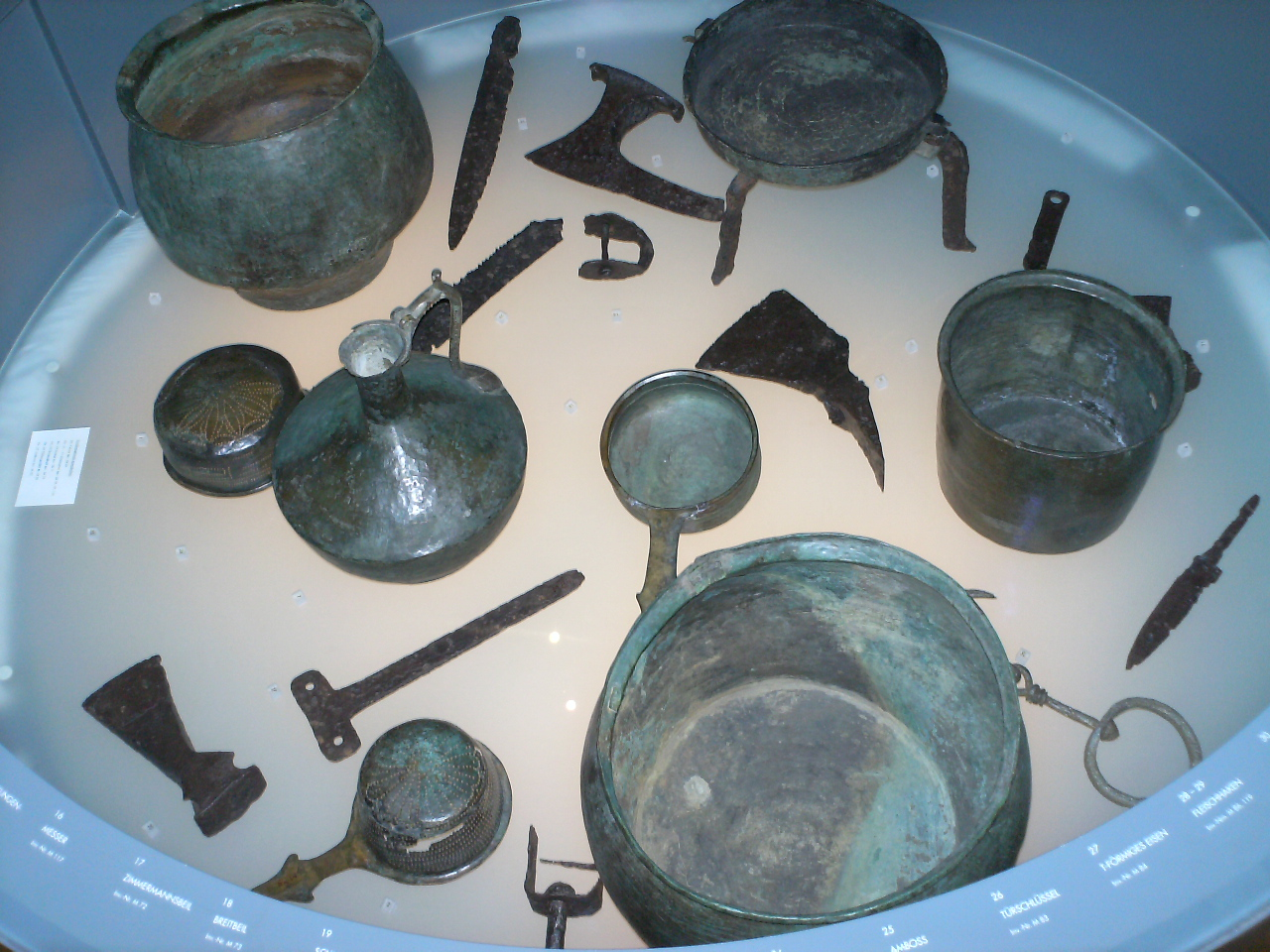
Werkzeuge und Gebrauchsgegenstände

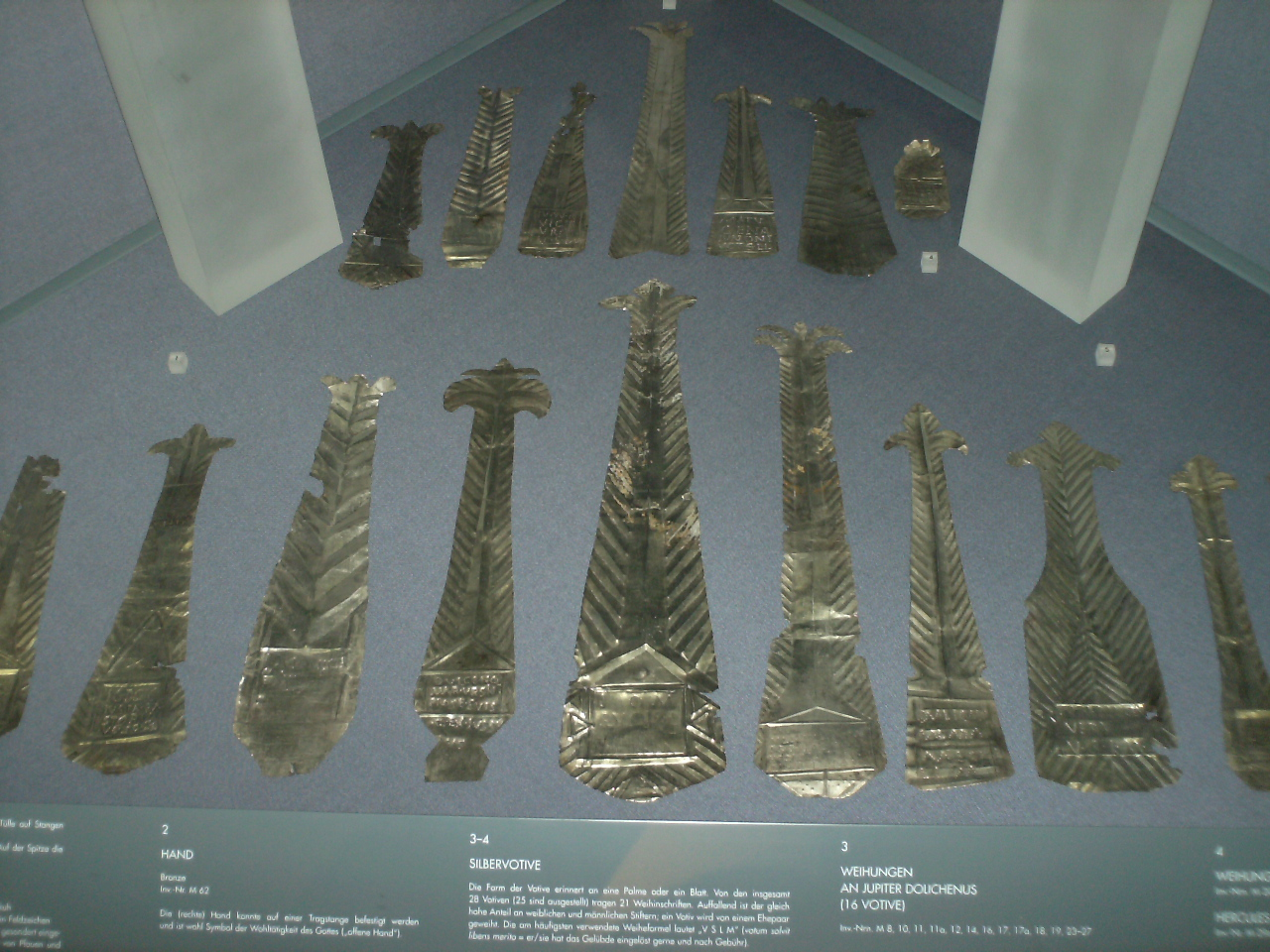
Palmblätterförmige Silbervotive mit Weiheinschriften

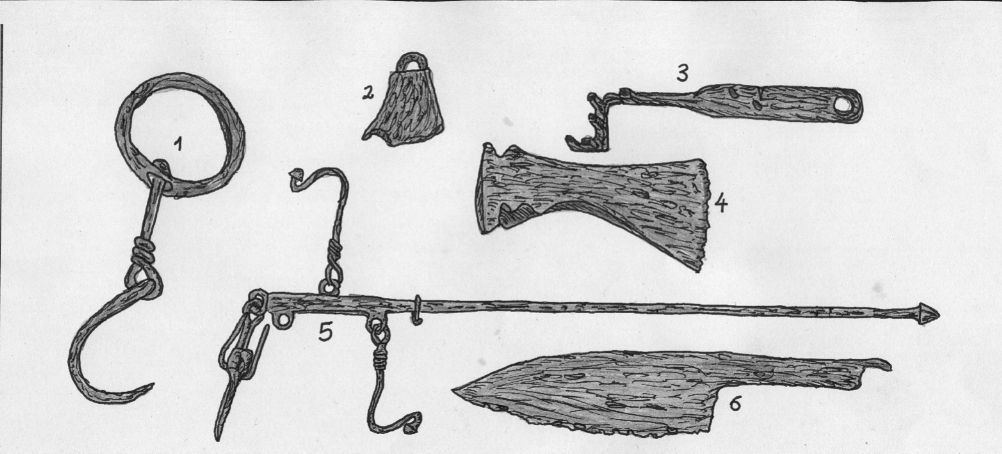
Detailskizzen von Eisenwerkzeugen und -geräten aus dem Hortfund

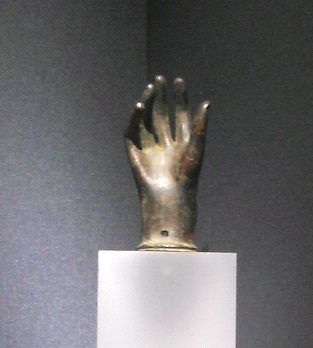
Bronzene Schwurhand

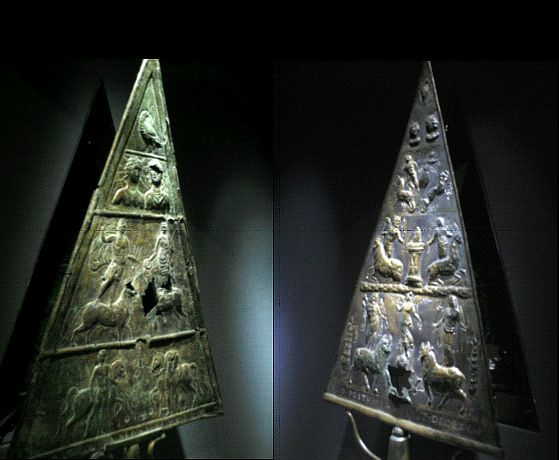
Bronzene Votivtafeln

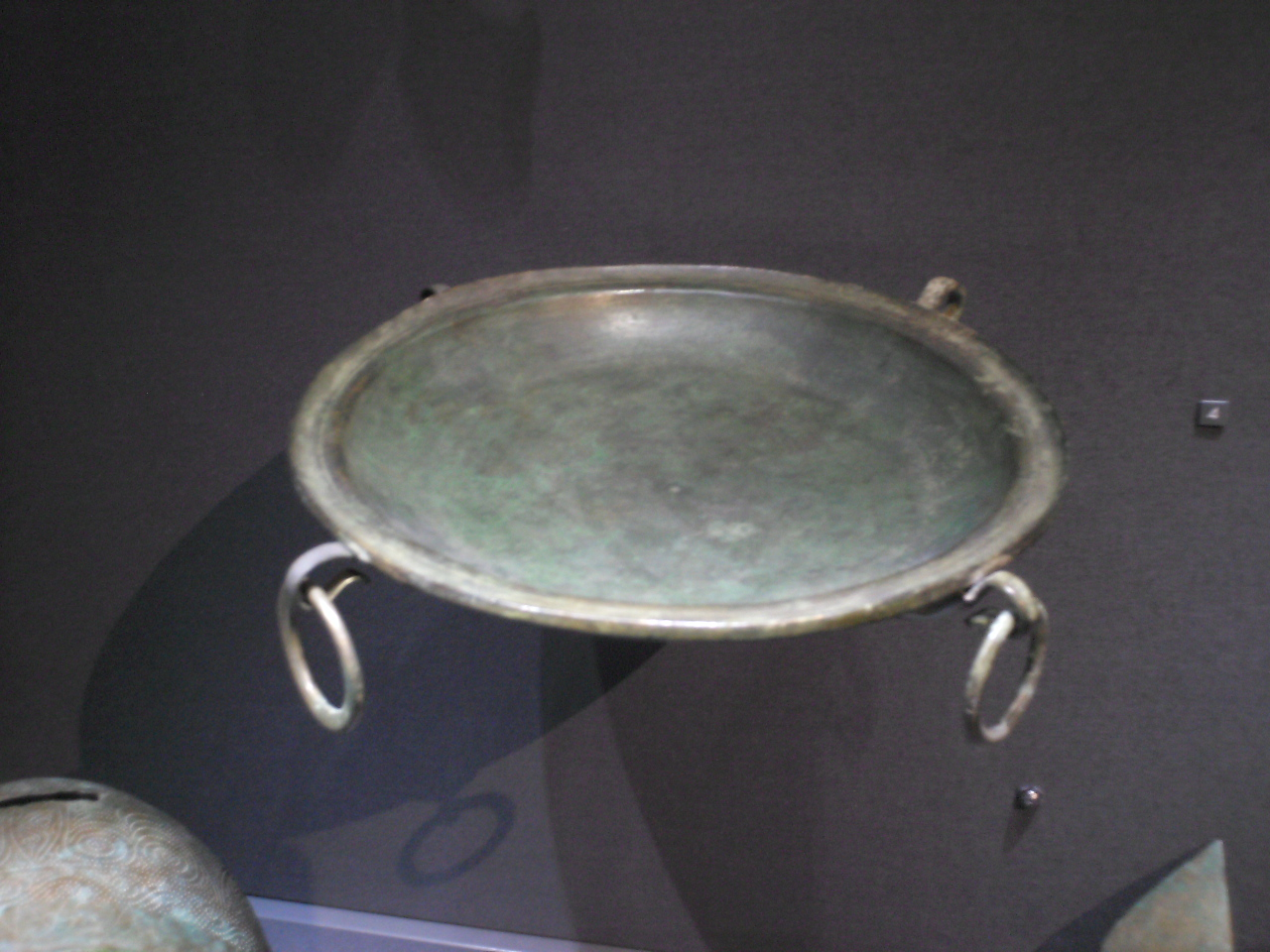
Bronzene Waagschale

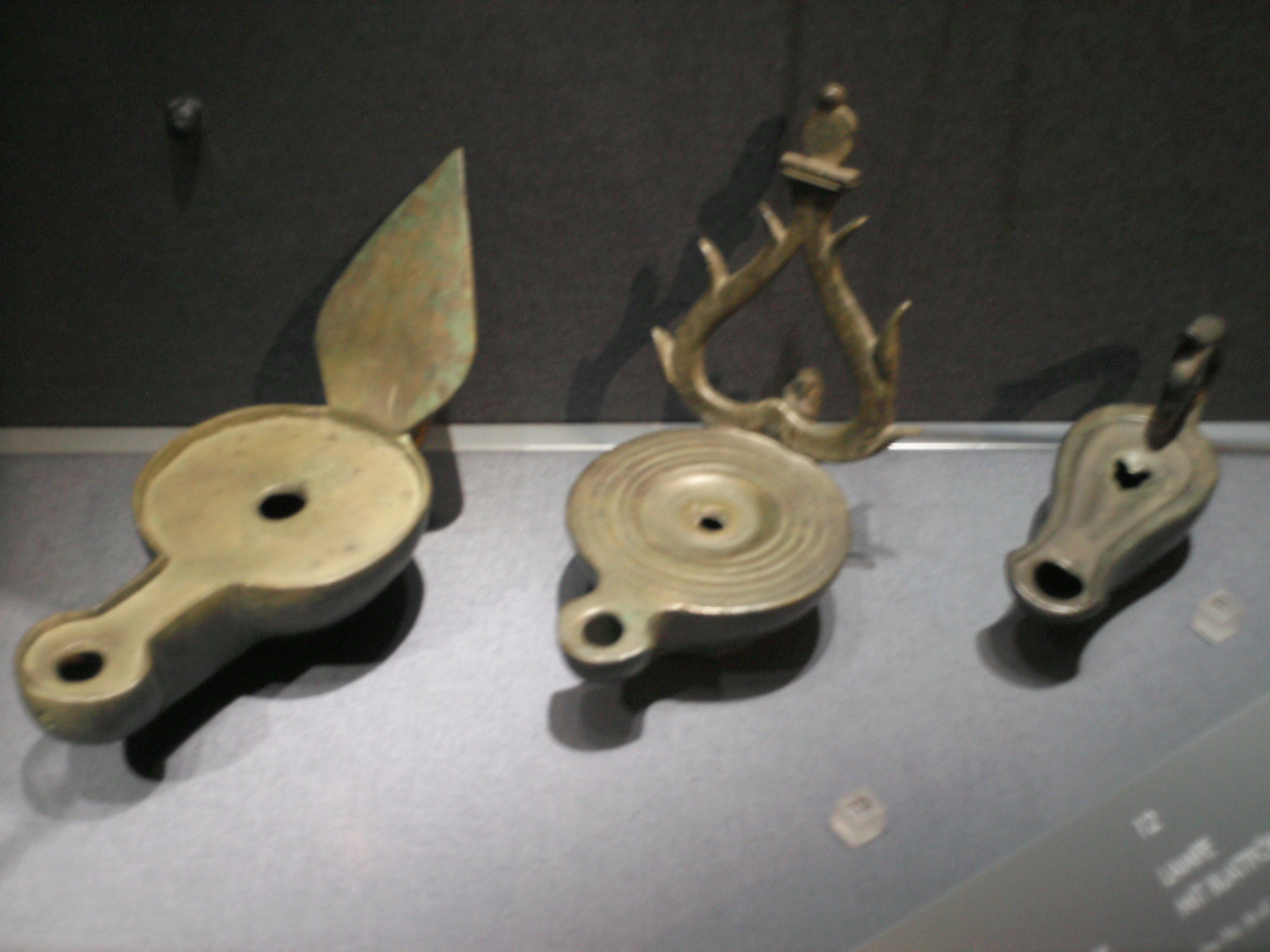
Bronzene Öllampen

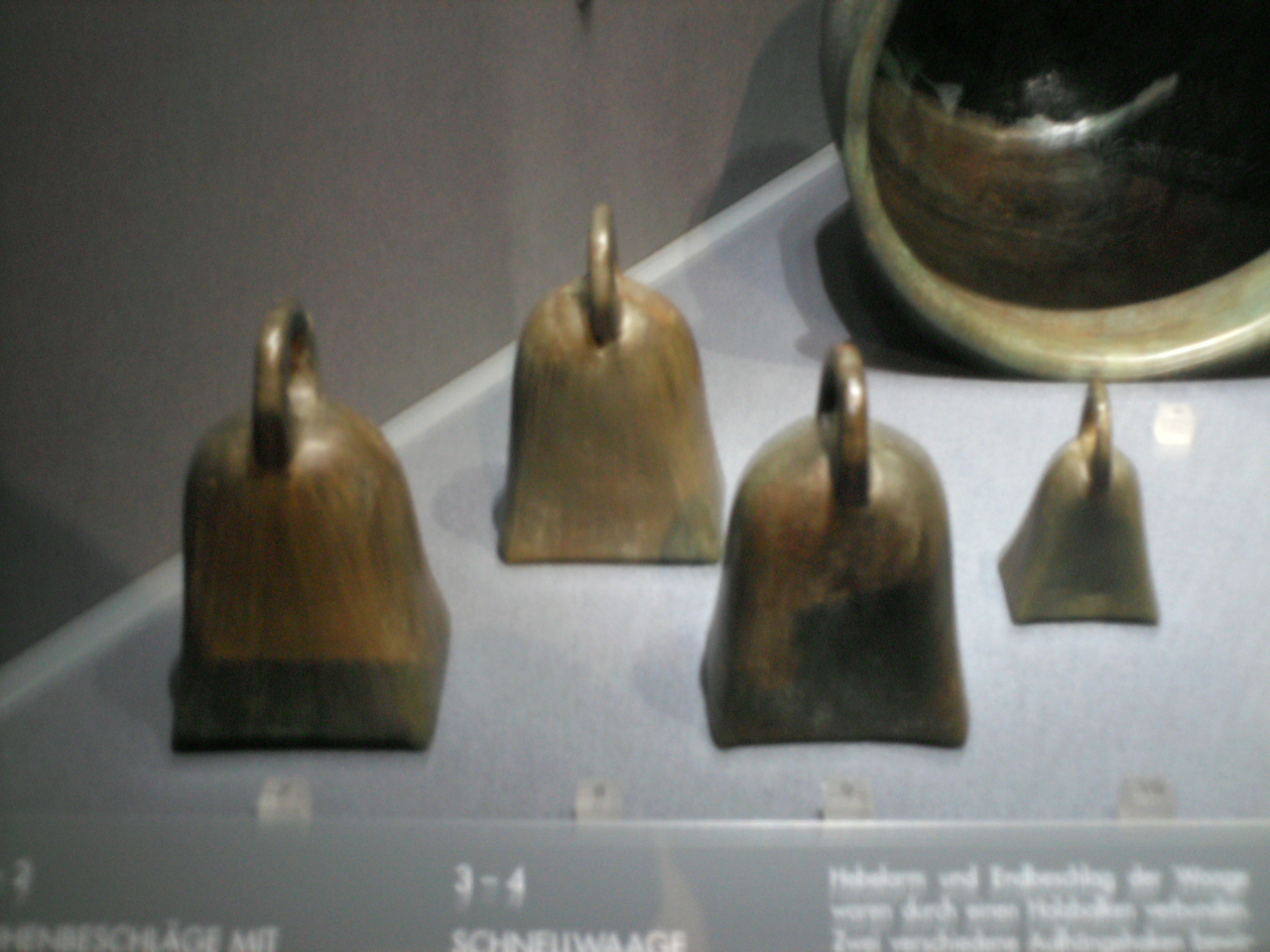
Bronzene Glöckchen

Die 1907 angeschnittene, 3,7 m breite Limesstraße auf dem Kastellareal verband das West- mit dem Osttor. Zwischen der Bahnübersetzung und einer Abzweigung nach Öhling wurde 1925 auf dem Grundstück Lechner ein weiteres Stück der aus dem Osttor führenden Limesstraße entdeckt. Ihr Verlauf konnte bis auf eine Länge von einem Kilometer verfolgt werden (Waidhofenerstraße – Westbahn).

## Garnison
Ein frühe Truppenbelegung ist für Mauer bis heute nicht befriedigend geklärt, eine prinzipatszeitliche Truppe nicht bekannt. Aufgrund des in dieser Hinsicht geringen Forschungsstandes ist die Frage nach der Herkunft der Besatzungstruppen dieses Militärplatzes kaum befriedigend zu lösen. Nach Ausweis der hier aufgefundenen Ziegelstempel könnten hier in wechselnder Abfolge Vexillationen der Legio X Gemina, Legio II Italica und Legio I Noricorum stationiert gewesen sein. Einige Sicherheit gibt es nur für die spätantike Besatzung, laut der Notitia Dignitatum lagen in Lacufelicis Equites Sagittarii, eine Einheit berittener Bogenschützen, die unter dem Kommando des Dux Pannoniae Primae et Norici Ripensis standen. Die militärische Prägung der spätantiken Bewohner von Mauer lässt auch anhand der (wenigen) bereits im Detail vorgelegten Grabinventare ablesen. Aus Gräbern der Südnekropole wurden fünf Zwiebelknopffibeln sowie mehrere der spätantiken Militärtracht zuweisbare Gürtelbeschläge geborgen. Im Gräberfeld Ost fand sich zudem ein Langschwert und eine Lanzenspitze die die Präsenz eines Foederaten annehmen lassen.

## Vicus
Die geophysikalischen Messungen außerhalb der Kastellmauern erbrachten bislang keine Beweise für die Existenz einer extramuralen Siedlung während der römischen Besiedlungsphase. Östlich der Festung sind in den Magnetik‑Daten lediglich einige Gruben, jedoch keine linearen Strukturen feststellbar, auch die Radar‑Daten bezeugen keine Gebäudereste mit Steinfundamenten. Es ist kein der Wehrmauer vorgelagerter Graben zu erkennen, auch eine aus der Toranlage nach Osten führende, auf den Plänen von Rudolf Noll eingezeichnete Straße, zeichnet sich weder auf Luftaufnahmen noch in den geophysikalischen Messdaten ab. Auf der Parz. 928 wurden 1967 Teile eines zweischiffigen aus gemörtelten, 0,6–0,65 m breiten Mauern errichteten, von Südwest nach Nordost orientierten Gebäudes von 5,4 m Breite (Länge unbekannt) freigelegt. In einer zweiten Bauphase erweiterte man den Bau noch um einen Vorraum, indem man die Längsmauern um 2 m nach Südwesten vorzog, verbunden mit einer 0,5 m breiten Mauer. Um das Gebäude fanden sich in weiterer Folge noch drei Pfostengruben. Die Grabung fand im Nahebereich des Gräberfeld Ost statt, es ist daher nicht auszuschließen, dass dieses Gebäude im Kontext mit einem Kultbau steht. Auch im Bereich des Fundorts des Jupiter Dolichenus‑Hortfundes waren keine Gebäudereste zu erkennen.

## Brennöfen
In der Katastralgemeinde Abetzberg, Gemeinde Aschbach Markt, wurden bei geophysikalischen Messungen mutmaßliche Reste von drei rundovalen Brennöfen nachgewiesen.
- Ofen 1: 4,4 × 5,1 m, Höchstwert 238 nT im westlichen Bereich der Brennkammer;
- Ofen 2: 4,2 × 4,3 m, Höchstwert 209 nT im westlichen Bereich der Brennkammer;
- Ofen 3: 4,1 × 4,7 m, Höchstwert 191 nT im westlichen Bereich der Brennkammer.

Nordwestlich des Ofens 3 ist eine leicht birnenförmige, 2,6 × 3,6 m große Anomalie mit Höchstwerten von 86 nT im Nordbereich zu erkennen, die als verziegelte Grube oder aber als weiterer Ofen zu interpretieren ist. Südwestlich stand eine 5,2 × 8,5 m (44,2 m²) große Gebäudestruktur. Die drei Öfen wurden wohl als Ziegel‑, Keramik‑ oder Kalkbrennöfen verwendet. Der Abstand zwischen ihnen beträgt jeweils 1–1,5 m bzw. 5 m (von Ofenmitte zu Ofenmitte). Die extrem hohen Werte in den Brennkammern sind Indizien für Öfen, Werte über 120 nT werden aber eher mit Eisenteilen in Verbindung gebracht. Ihre Form erinnert an Kalkbrennöfen, wie sie zuletzt in den Canabae von Lauriacum freigelegt wurden, rundovale Strukturen mit 3,6–3,8 m oberem Durchmesser, deren Abstand größer ist, mit durchschnittlich 9 m von Ofenmitte zu Ofenmitte. Sehr gut vergleichbar ist auch ihre topograische Lage, da sich die Öfen in Abetzberg ebenfalls an einem Hang befinden. Die Fundorte der Ziegel der igulinas iuvensianas legionis I Noricorum, erstreckte sich von Lauriacum bis zum Kastell Ad Flexum in Ungarn. In diesem sehr weitläufigen Verbreitungsgebiet sind nur in Mauer alle drei bekannten Stempeltypen der igulinas iuvensianas vertreten, anhand derer ein Bezug zu Adiuvense und damit auch zu diesen Brennöfen als einer der Produktionsorte hergestellt werden könnte.

## Bevölkerung
Die Bewohner von Locus Felicis lebten wohl in einem eher armselig ausgestatteten, kleinen Militärstützpunkt, an einem zu dieser Zeit sehr unruhigen und gefährlichen Abschnitt der Reichsgrenze. Die nächste größere Stadt, Lauriacum, war bis zu sechs Stunden Fußmarsch entfernt. Nach den wenigen Anhaltspunkten, die man vor allem aus dem Inschriften des Schatzfundes gewinnen konnte (siehe unten), handelte es sich nicht um eine geschlossen indigene, sondern um eine von ihrer Herkunft nach stark durchmischte Siedlergemeinschaft. Neben Leuten aus Noricum (z. B. eine Frau mit dem keltischen Namen Matugena) stammten die meisten Zuwanderer wohl aus dem Süden oder noch weiter entfernteren Provinzen im Osten des Reiches. Zur Oberschicht gehörten zweifellos ein Decurio, Postumus Celer, und ein Veteran, Marius Ursinus, die stellvertretend für die im Ort lebenden Soldaten stehen. Den größten Bevölkerungsanteil bildeten aber wohl kleine Handwerker, Bauern und Tagelöhner. Besonders auffällig ist der hohe Anteil an Frauen, die laut den Votivinschriften sehr aktiv am kulturellen Leben des Ortes teilgenommen haben müssen. Die meisten Funde stammten jedoch auch aus bescheidenen Milieus. Obwohl einige von ihnen offensichtlich importiert worden waren (z. B. Prunksieb, Schnellwaage und Bronzelampe), machen die vielen Reparaturspuren an den Bronzegeschirren und Weihegeschenken deutlich, dass seine Besitzer nur über ein begrenztes Einkommen verfügten und deshalb Neuanschaffungen in dieser Richtung wohl nur selten getätigt werden konnten. Dennoch waren 75 % der Silbervotive des Hortfundes beschriftet, was auf eine schon tiefverwurzelte Romanisierung der örtlichen Bevölkerung schließen lässt.

## Hortfund
Am 8. März 1937 wurden bei Bauarbeiten am Anwesen Josef Geiger, etwa 40 m südlich vom mittleren Abschnitt der Kastellmauer, in nur geringer Tiefe ein antiker Hortfund entdeckt. Die Sicherstellung erfolgte zwar ohne fachwissenschaftliche Kontrolle, dennoch dürfte der ursprüngliche Gesamtbestand weitestgehend erhalten geblieben sein. Dazu beigetragen hatte auch, dass einer der Finder seinerzeit bei den Ausgrabungen der Limeskommission 1907–1910 mitgewirkt und dafür gesorgt hatte, dass selbst Kleinteile behutsam geborgen wurden. Einem weiteren glücklichen Zufall war es zu verdanken, dass auch der Konservator der Zentralstelle für Denkmalschutz, Josef Schicker, rechtzeitig von diesem sensationellen Fund Kenntnis erhielt und durch Anlage eines Inventars verhinderte, dass die überwiegende Mehrzahl der Fundgegenstände in falsche Hände geriet. Alles was man heute über die näheren Fundumstände weiß, geht auf die damaligen Aufzeichnungen Schickers zurück. Eine vom 15. bis 17. März 1937 andauernde Nachgrabung durch das Österreichische Archäologische Institut unter der Leitung von Erich Swoboda erbrachte jedoch keinerlei Spuren eines Tempels oder anderer Mauerzüge, lediglich einige unbedeutende Streufunde wurden geborgen. Zwischen 1943 und 1971 konnten auch jene Stücke wieder zurückerworben werden (Silbervotive, Eisengegenstände), die von den Beteiligten als „Andenken“ einbehalten wurden. Nur ein Bronzekessel blieb bis heute verschollen. Sämtliche Artefakte werden heute im Kunsthistorischen Museum in Wien aufbewahrt bzw. ausgestellt.
Die mit dunkler Erde verfüllte Grube enthielt bis zu 100 römische metallene Kultgegenstände, diverse Hausgeräte und Werkzeug. Wissenschaftlich interessant waren aber vor allem die Votivgaben für den Jupiter-Dolichenus-Kult. Die Artefakte waren noch erstaunlich gut erhalten, von großer handwerklicher Qualität und wiesen nur geringe Beschädigungen auf. Einige Objekte hatten sich jedoch schon in ihre Bestandteile aufgelöst und mussten wieder zusammengesetzt und neu verlötet werden. Die Bronzegegenstände waren mit einer Patina überzogen, die aus Eisen teilweise stark korrodiert, wiesen aber noch einen stabilen Metallkern auf und wurden konserviert. Etwa ein Drittel der Metallobjekte hatte eindeutig eine kultische Funktion. Aufgrund der Position einiger Kleinfunde (Siebe, Lampen, Medusareliefs) gewann Schicker den Eindruck, dass sie ursprünglich in einer Kiste oder einen Sack aufbewahrt gewesen sein müssen. Die Grube enthielt ausschließlich Gegenstände aus Bronze, Silber und Eisen. Ihre Anlage ließ auf eine hohe Sorgfalt und Einhaltung eines Ordnungsprinzips bei der Deponierung der Gegenstände schließen.
Geborgen werden konnten mehrere Götterstatuen und Kultgegenstände, darunter
- die erste vollständig erhaltene Darstellung des Jupiter Dolichenus die bekannt wurde,
- die einzige bekannte Figurengruppe der Juno Regina mit Jupiter Dolichenus,
- eine Statuette der Siegesgöttin Victoria,
- die ersten – vollständig geborgenen – dreieckigen Votivtafeln,
- bronzene Relieffragmente,
- diverse Bronzebleche,
- 27 Silbervotive in Palmblätterform mit 25 Weihinschriften und
- eine bronzene Schwurhand,
- bronzene Öllampen und
- Glöckchen.

An Haushaltsutensilien und Werkzeugen wurden
- schön gearbeitete Küchensiebe,
- einige Metallkessel,
- eine Kanne,
- eine Pfanne,
- Waagen,
- Waagschalen,
- ein Dreifuß,
- ein Bratrost,
- Messer,
- Beile,
- eine Sichel und
- Fleischhaken

sichergestellt. Etwas abseits der Fundstelle fand sich nur noch eine Abfallgrube, sie enthielt hauptsächlich zerschlagene Gebrauchskeramik und Tierknochen. Diese Funde standen jedoch in keinerlei Zusammenhang mit dem Metallhortfund. Die herausragendste Stellung nehmen bei diesen Hortfund sicher die Götterfigurengruppen ein. An der Jupiter-mit-Stier-Gruppe war auch eine Weiheinschrift des Stifters angebracht:

“I(ovi) o(ptimo) m(aximo) D(olicheno) Marr(ius) Ursinus veter(anus) ex ius(su) pos(uit) l(aetus) l(ibens) m(erito)”

„Dem besten, größten Jupiter Dolichenus hat der Veteran Marrius Ursinus auf Befehl (dies) freudig, gern und verdientermaßen gestiftet.“

Jupiter Dolichenus steht auf dem Rücken eines Stiers, bekleidet mit phrygischer Mütze, langärmeligem Untergewand, Muskelpanzer mit breitem Gürtel und Halbstiefeln; um die Schultern ist ein Mantel gelegt. Die rechte Hand hält das Doppelbeil (nur der Stiel blieb erhalten), die linke das Blitzbündel. Haar und Bart umgeben in Spirallocken das Gesicht. Um den Bauch des Stiers ist eine breite Binde geschlungen. Auf der Vorderseite des quaderförmigen Postaments nennt eine vierzeilige Inschrift den Veteranen Marrius Ursinus als Stifter. Marrius war offensichtlich Soldat, leider ist in dieser Inschrift nicht der Name seiner Einheit angegeben. Es ist daher unklar, ob er in der Garnison von Locus Felicis oder eventuell bei der Legio II Italica in Lauriacum gedient hat.
Kein einziges der Objekte ist in das 4. Jahrhundert zu datieren, deshalb schloss Rudolf Noll eine Verbergung der Gegenstände nach der Zerstörung des Heiligtums durch christliche Fanatiker aus. In vielen Details ist dieser Hortfund mit jenem von Kastell Weißenburg zu vergleichen, sie fanden sich in der Nähe der Befestigung und wurden sorgfältig deponiert und vergraben. In beiden Fällen fanden sich auch keine Münzen, was die Datierung erheblich erschwert hat. Die Metallgegenstände selbst stammen aus unterschiedlichen Zeitperioden. Seine Blütezeit erreichte der Dolichenuskult unter Kaiser Septimius Severus, nach dem Ende seiner Dynastie kam er wieder deutlich aus der Mode. Rudolf Noll vermutet, dass das Tempelinventar im Zuge des großen Alamanneneinfalles von 233 n. Chr. vergraben wurde. Für diese Zeit traten besonders in Raetien massiert Münzschatzfunde auf, deren östlichster in Seewalchen am Attersee in Oberösterreich zu Tage kam.

## Dolichenustempel
Der Standort des Heiligtums konnte bis heute nicht lokalisiert werden. Rudolf Noll zieht auch in Betracht, dass es für die Kultausübung kein eigenes dafür errichtetes Gebäude gegeben haben könnte. Eine Identifizierung der bisher aufgedeckten Bauen als Dolichenustempel ist schwierig und mangels weiterer stichhaltiger Funde, wie z. B. Steindenkmäler, Altäre oder ein Relief, kaum möglich, da keine spezifischen Grundrisse derartiger Tempelbauten bekannt sind.

## Gräberfelder
Südlich und südöstlich des Siedlungsareals befanden sich zwei Gräberfelder, in denen hauptsächlich Körperbestattungen mit Münzen bis Valentinian I., Gratian und Arcadius, aber nur wenige Brandgräber vorkamen.
Das Gräberfeld Ost liegt heute zum größten Teil unter den Westbahngeleisen, das Gräberfeld Süd befand sich nahe der Mittelschule. Im Nordwesten wurde 1907 – ein allerdings bereits geplündertes – Ziegelplattengrab beobachtet. An dem aus dem Osttor führenden Straßenstück entdeckten Arbeiter 1925 eine antike Körperbestattung mit einer Münze des Probus. Der Befund konnte danach aber nicht mehr genau lokalisiert werden. Zusammen mit den nicht mehr exakt lokalisierbaren römerzeitlichen Gräbern, sind etwa 200 Bestattungen bekannt. Man fand Brandgräber, die von Körpergräbern überlagert wurden, aber auch ein Nebeneinander von Brand‑ und Körperbestattungen. Die Nekropolen dehnten sich hauptsächlich südlich der Befestigungsmauern aus, im Norden war aufgrund des Verlaufs der Url dafür zu wenig Platz. Nördlich der Limesstraße waren keine Gräber mehr auszumachen; das südlich der Trasse liegende Gräberfeld‑Ost war nur sehr spärlich belegt, hier befand sich auch das älteste nachweisbare Grab, das an die Wende vom 2. zum 3. Jahrhundert n. Chr. datiert werden konnte. Eine stärkere Belegung setzte wieder in der ersten Hälfte des 3. Jahrhunderts ein, ein Schwerpunkt ist, anhand der publizierten Befund‑ und Fundvorlagen, im 4. Jahrhundert auszumachen, die Funde lassen eine Belegung bis weit in das 5. Jahrhundert annehmen.

## Brennöfen in Abetzberg
Geophysikalische Messungen mit Magnetik in der Katastralgemeinde Abetzberg, Gemeinde Aschbach Markt, Parzelle 742, deuten auf die Existenz einer Ofenbatterie hin. Die Messfelder direkt nördlich der Url erbrachten keine archäologisch relevanten Befunde, weiter hangaufwärts waren jedoch drei starke Anomalien zu erkennen. Dabei handelt es sich um rundovale, nach Nordwesten leicht halbrund ausstrahlende Anomalien von drei Objekten, die als Öfen gedeutet werden.
- Ofen 1: 4,4 × 5,1 m, Höchstwert 238 nT im westlichen Bereich der Brennkammer;
- Ofen 2: 4,2 × 4,3 m, Höchstwert 209 nT im westlichen Bereich der Brennkammer;
- Ofen 3: 4,1 × 4,7 m, Höchstwert 191 nT im westlichen Bereich der Brennkammer. Nordwestlich davon ist eine leicht birnenförmige, 2,6 × 3,6 m große Anomalie mit Höchstwerten von 86 nT im Nordbereich zu erkennen, entweder eine verziegelte Grube oder ein weiterer Ofen.

Südwestlich der Ofenbatterie stieß man auf eine 5,2 × 8,5 m (44,2 m²) große Gebäudestruktur. Die drei rundovalen Öfen wurden entweder als Ziegel‑, Keramik‑ oder Kalkbrennöfen verwendet. Der Abstand zwischen den drei Öfen beträgt jeweils 1–1,5 m bzw. 5 m von Ofenmitte zu Ofenmitte. Die extrem hohen Werte in den Brennkammern sind Indizien für Öfen, Werte über 120 nT werden allgemein jedoch eher mit Eisenteilen in Verbindung gebracht. Die Form erinnert an Kalkbrennöfen, wie sie zuletzt in den Canabae von Lauriacum freigelegt wurden, rundovale Strukturen mit 3,6–3,8 m oberem Durchmesser, deren Abstand größer ist, mit durchschnittlich 9 m von Ofenmitte zu Ofenmitte. Sehr gut vergleichbar ist die topografische Lage, zumal sich die Öfen in Abetzberg wie auch in Enns in Hanglagen befinden.

## Villa Rustica
Während der Bodenradaruntersuchungen wurden auch große Mauerstrukturen entdeckt, die auf die Existenz einer Villa rustica mit Haupt- und Nebengebäuden, hindeuten.

## Hinweis
Das Römermuseum ist im ehemaligen SAM-Container („Castellum Mauer“) untergebracht, der nahe der Mittelschule aufgestellt wurde. Darin werden Fundstücke aus der Römerzeit und auch ein Modell des Kastells ausgestellt. Der Murus Römerrundweg besteht aus acht Stationen, ausgehend vom Hauptplatz und endend bei der Urlbrücke.

## Denkmalschutz
Die Anlagen sind Bodendenkmäler im Sinne des Denkmalschutzgesetzes. Nachforschungen und gezieltes Sammeln von Funden ohne Genehmigung des Bundesdenkmalamtes stellen eine strafbare Handlung dar. Zufällige Funde archäologischer Objekte (Keramik, Metall, Knochen etc.) sowie alle in den Boden eingreifenden Maßnahmen sind dem Bundesdenkmalamt (Abteilung für Bodendenkmale) zu melden.